# Magyar cserkészcsapatok listája

## A Magyar Cserkészszövetség csapatai
A Magyar Cserkészszövetség 1919/1920-ban kezdte meg csapatok számozását, tehát az akkor működő csapatok kapták a legalacsonyabb számokat. Ezután a csapatok igazolásának sorrendjében haladtak a számozással. Az első 301 csapat után, még az 1920-as években az egyes cserkészkerületekben alakuló új csapatok számára egy-egy számcsoportot jelöltek ki:
- I. (budapesti) 302–
- II. (miskolci) 750–
- III. (szombathelyi) 350–
- IV. (győri) 450–
- V. (szegedi) 550–
- VI–VII. (pécsi) 650–
- VIII. (kecskeméti) 850–
- IX. (debreceni) 950–
- X. (budapest–környéki) 900–

Az 1940-es években ettől ismét eltértek, és az 500-zal, 600-zal és 700-zal kezdődő csoportból adtak ki számokat, sőt a visszacsatolt területeken működő csapatok néha megszűnt csapatok alacsonyabb számait is megkapták.
A Szövetség újjáalakulása után, 1989-től az újraalakuló csapatok jogelődeik régi számait kapták vissza, az új csapatok számára pedig új számokat osztottak, főként 500, 600, 700 és 800 fölöttieket. Egyes számokat (például az 1939 és 1945 között visszacsatolt területeken működő csapatokét) újból kiosztottak. Később az új csapatok 1000 fölötti számokat kaptak, szintén cserkészkerületenkénti számcsoportokban (de volt néhány kivétel is):
- I. (budai) 1000–
- II. (miskolci) 1200–
- III. (szombathelyi) 1300–
- IV. (győri) 1400–
- V. (szegedi) 1500–
- VI. (pécsi) 1600–
- VIII. (kecskeméti) 1800–
- X. (pesti) 1100–

A cserkészcsapatok némelyike rövid ideig, illetve szakaszosan működött, néha változott a csapatok neve és fenntartója (valamint a fenntartók neve) is. Ezért az alábbi lista hiányos, jellemzően rövid életű csapatok hiányoznak belőle.
| szám   | név (rövidítés)                                                             | település                                          | fenntartó |
| ------ | --------------------------------------------------------------------------- | -------------------------------------------------- | --- |
| 1.     | Budapesti Keresztyén Ifjúsági Egyesület (BKIE)                              | Budapest VIII.                                     | Budapesti Keresztyén Ifjúsági Egyesület |
| 2.     | Budapesti Kegyesrendi Gimnázium (BKG) → (1989) Sík Sándor                   | Budapest V.                                        | Budapesti Kegyesrendi Gimnázium (piarista gimnázium) → Budapesti Piarista Gimnázium                                                                              |
| 2v     | Pázmány                                                                     | Bécs                                               | Pázmáneum (vezetőképző csapat) |
| 3.     | Regnum Marianum (RM)                                                        | Budapest VII.                                      | Regnum Marianum |
| 4.     | Budai Ifjúsági Kongregációk (BIK)                                           | Budapest II.                                       | Országúti ferences római katolikus plébánia |
| 5.     | Királyi Egyetemi Gimnázium (KEG)                                            | Budapest I.                                        | Királyi Egyetemi Gimnázium → Egyetemi Katolikus Gimnázium |
| 6.     | Erő → (1924) Bethesda                                                       | Budapest XIV.                                      | Budapesti Evangéliumi Keresztyén Diákegyesület → Philadelphia Diakonissza Egyesület                                                                              |
| 7.     | Erőss Gusztáv → (1925) Verbőczy                                             | Budapest I.                                        | I. kerületi M. Kir. Állami Verbőczy István Reálgimnázium |
| 8.     | Turul                                                                       | Budapest XX.                                       | Pesterzsébeti református egyházközség |
| 9.     | Óbudai Református Egyház (ORE)                                              | Budapest III.                                      | Óbudai református egyházközség |
| 10.    | Pécsi Állam Reáliskola (PÁR) → gróf Széchenyi István                        | Pécs                                               | Pécsi Állami Főreáliskola |
| 11.    | Bocskay                                                                     | Budapest I.                                        | II. kerületi Állami Főreálgimnázium → Toldy Ferenc Gimnázium |
| 12.    | VIII. Reál (VIII R)                                                         | Budapest VIII.                                     | VIII. kerületi Vörösmarty Mihály reáliskola |
| 13.    | Vándor Sas → Ezermester                                                     | Budapest                                           | Budapesti M. Kir. Állami Gépgyári Tanonciskola |
| 14.    | Holló                                                                       | Esztergom                                          | Pannonhalmi Szent Benedek-rend Esztergomi Szent István Gimnáziuma (bencés gimnázium)                                                                             |
| 15.    | Bethlen Gábor                                                               | Budapest IX.                                       | Budapesti Református Gimnázium |
| 16.    | Evangélikus Gimnázium (EG) → Martin György                                  | Budapest VII.                                      | Budapest-Fasori Evangélikus Gimnázium |
| 17.    | Szondy                                                                      | Balassagyarmat                                     | Helyi bizottság |
| 18.    | Lóczy Lajos                                                                 | Budapest IX.                                       | IX. kerületi Állami Reálgimnázium → Fáy András Gimnázium |
| 19.    | Bükk                                                                        | Miskolc                                            | Lévay József Református Gimnázium |
| 20.    | Erődi Ödön                                                                  | Budapest X.                                        | X. kerületi községi polgári iskola |
| 21.    | Gárdonyi                                                                    | Budapest                                           | Gázgyár |
| 22.    | Ózdi Kerestyén Egyház (OKE)                                                 | Ózd                                                | Ózdi Kerestyén Egyház → Ózdi református egyházközség |
| 23.    | Fehér Sas                                                                   | Budapest VIII.                                     | VIII. kerületi polgári iskola |
| 24.    | Akarat                                                                      | Budapest X.                                        | X. kerületi Állami Reálgimnázium → Szent László Reálgimnázium |
| 25.    | Szent Imre                                                                  | Budapest XI.                                       | Budai Ciszterci Szent Imre Gimnázium |
| 26.    | Nyári kör → (1924) Rákóczi Kollégium (RK) Magyar Jövő                       | Budapest II.                                       | Budapesti Érseki Katolikus Gimnázium |
| 27.    | báró Eötvös József                                                          | Budapest IV.                                       | IV. kerületi Állami Főreáliskola → Eötvös József Reáliskola |
| 28.    | Szent István                                                                | Budapest XX.                                       | Pesterzsébeti római katolikus plébánia |
| 29.    | Solymár                                                                     | Budapest VII.                                      | Kertész utcai Polgári Fiúiskola |
| 30.    | Hollós Mátyás                                                               | Budapest                                           | Magyar Turista Egyesület |
| 31.    | Kossuth                                                                     | Budapest IX.                                       | IX. kerületi Szent István Felsőkereskedelmi Fiúiskola |
| 32.    | Levente → Dévai Bíró Mátyás                                                 | Budapest I.                                        | Budai Evangélikus Ifjúsági Egyesület → Budavári Evangélikus Egyházközség                                                                                         |
| 33.    | gróf Széchenyi István                                                       | Budapest IV.                                       | K. M. közgazdaságtudományi keresztény szocialista politikai intézet                                                                                              |
| 34.    | Turul                                                                       | Miskolc                                            | Állami Felsőkereskedelmi iskola |
| 35.    | Jedlik Ányos                                                                | Győr                                               | Pannonhalmi Szent Benedek-rend Győri Czuczor Gergely Gimnáziuma (bencés gimnázium)                                                                               |
| 36.    | Fráter György                                                               | Miskolc                                            | Királyi katolikus gimnázium → Fráter György Gimnázium |
| 37.    | Munka                                                                       | Budapest III.                                      | Tímár utcai iparostanonc iskola |
| 37.    | Berzsenyi                                                                   | Kaposvár                                           | Kaposvári községi polgári iskola |
| 38.    | Honvéd                                                                      | Budapest V.                                        | V. kerületi községi polgári iskola |
| 39.    | Rákóczi                                                                     | Székesfehérvár                                     | Székesfehérvári felsőkereskedelmi iskola |
| 40.    | Szekszárdi Cserkészek (SzCs)                                                | Szekszárd                                          | Szekszárdi állami reálgimnázium |
| 41.    | Vörösmarty Mihály Gimnázium (VMG)                                           | Budapest VIII.                                     | VIII. kerületi állami főgimnázium |
| 42.    | Turul                                                                       | Győr                                               | Győri Állami Főreáliskola |
| 43.    | Munka                                                                       | Debrecen                                           | Felső kereskedelmi iskola |
| 44.    | Rákóczi                                                                     | Gödöllő                                            | Premontrei Gimnázium |
| 45.    | Avas                                                                        | Miskolc                                            | I. sz. állami polgári iskola |
| 46.    | Kapisztrán Szent János (CSI)                                                | Budapest II.                                       | Pasaréti római katolikus plébánia |
| 47.    | Pécsi Ciszterci Főgimnázium (PCF) → (1945) Szent László király              | Pécs                                               | Ciszterci Rend Pécsi Nagy Lajos Gimnáziuma |
| 48.    | Rákóczi                                                                     | Szombathely                                        | Szombathely város tanácsa (ifjúmunkás cserkészcsapat) |
| 49.    | Berzsenyi                                                                   | Szombathely                                        | Szombathelyi állami kereskedelmi iskola |
| 50ö.   | Hunyadi János                                                               | Szombathely                                        | Szombathelyi premontrei gimnázium |
| 51.    | Figyelő → Sík Sándor                                                        | Szombathely                                        | Szombathelyi állami reáliskola → Szombathelyi Szent Kereszt Lelkészség                                                                                           |
| 52.    | Attila                                                                      | Szombathely                                        | Szombathelyi állami segélyezett községi polgári iskola (beleolvadt a 49. Berzsenyi csapatba)                                                                     |
| 53.    | Jurisich                                                                    | Kőszeg                                             | Kőszegi Szent Benedek-rendi Ferenc József Gimnázium (bencés gimnázium)                                                                                           |
| 54.    | Eszterházy                                                                  | Kőszeg                                             | Kőszegi polgári iskola |
| 55.    | Batthyány                                                                   | Körmend                                            | Körmendi Állami Kölcsey Gimnázium |
| 56.    | Lehel                                                                       | Celldömölk                                         | Celldömölki állami polgári iskola |
| 56.    | Nádor Naszádos                                                              | Budapest XI.                                       | vízicserkész-csapat (cserkészflotta), Általános Iskola (Aga u.10.)                                                                                               |
| 57.    | Haladás                                                                     | Szombathely                                        | Szombathelyi MÁV tanonciskola |
| 58.    | Hollós Mátyás                                                               | Sárvár                                             | Sárvári községi tanonc és polgári iskola |
| 59.    | Árpád                                                                       | Szentgotthárd                                      | Szentgotthárdi állami Reálgimnázium |
| 60.    | Nádasdy                                                                     | Csepreg                                            | Csepregi állami polgári iskola |
| 61.    | Baross                                                                      | Sopron                                             | Soproni állami felsőkereskedelmi iskola |
| 62.    | Pálffy                                                                      | Sopron                                             | Soproni evangélikus tanítóképző |
| 63.    | Rábaközi → Bessenyei György                                                 | Csorna                                             | Csornai polgári iskola |
| 64.    | Turul → Szent Asztrik                                                       | Sopron                                             | Pannonhalmi Szent Benedek-rend Soproni Szent Asztrik Gimnáziuma (bencés gimnázium)                                                                               |
| 65.    | Petőfi                                                                      | Sopron                                             | Soproni állami polgári iskola |
| 66.    | Báthory                                                                     | Sopron                                             | MOVE → Sopron és Vidéke Ipartestület |
| 67.    | Deákkúti                                                                    | Sopron                                             | Soproni ágostai hitvallású líceumi ifjúsági diákszövetség |
| 68.    | Klauzál Gábor                                                               | Mosonmagyaróvár                                    | Mosoni iparostanonciskola |
| 69.    | Baross Gábor                                                                | Mosonmagyaróvár                                    | Magyaróvári iparostanonciskola |
| 70.    | Széchenyi István                                                            | Mosonmagyaróvár                                    | Magyaróvári kegyes-tanítórendi gimnázium (piarista gimnázium) → Kossuth Lajos Gimnázium                                                                          |
| 71.    | Zrínyi Miklós                                                               | Zalaegerszeg                                       | Zalaegerszegi állami reálgimnázium |
| 72.    | Bocskay                                                                     | Zalaegerszeg                                       | Zalaegerszegi felsőkereskedelmi iskola |
| 73.    | Bacsányi → Csodaszarvas                                                     | Tapolca                                            | Helyi bizottság → Tapolcai római katolikus plébánia |
| 74.    | Törekvés                                                                    | Nagykanizsa                                        | Nagykanizsai kegyes-tanítórendi gimnázium (piarista gimnázium)                                                                                                   |
| 75.    | Árpád                                                                       | Nagykanizsa                                        | Nagykanizsai polgári iskola |
| 76.    | Kisfaludy                                                                   | Sümeg                                              | Sümegi főreáliskola |
| 77.    | Szent László                                                                | Nagykanizsa                                        | Keresztény Munkásifjak Csoportja → Nagykanizsai Iparostanonc-iskola                                                                                              |
| 78.    | Vas                                                                         | Vasvár                                             | Vasvári állami polgári iskola |
| 79.    | Festetics György                                                            | Keszthely                                          | Keszthelyi premontrei reálgimnázium |
| 80.    | Csányi László                                                               | Zalaegerszeg                                       | Zalaegerszegi ipartestület |
| 81.    | Pásztói Állami Polgári → Rajeczky Benjámin                                  | Pásztó                                             | Pásztói állami polgári iskola |
| 81.    | Báthori István                                                              | Kolozsvár                                          | Kegyesrendiek vezetése alatt álló Kolozsvári Zágoni Mikes Kelemen Gimnázium (piarista gimnázium)                                                                 |
| 82.    | Zrínyi                                                                      | Szeged                                             | Kegyesrendiek vezetése alatt álló Szegedi Római Katolikus Dugonics András Gimnázium (piarista gimnázium)                                                         |
| 83.    | Attila                                                                      | Vecsés                                             | (1926) Vecsési helyi bizottság |
| 84.    | Boldogasszony                                                               | Budapest II.                                       | Csalogány utcai elemi iskola |
| 85.    | Zrínyi Miklós                                                               | Székesfehérvár                                     | Ciszterci Rend Székesfehérvári Szent István Gimnáziuma → Nagyboldogasszony római katolikus plébánia                                                              |
| 86.    | Báthory                                                                     | Budapest I.                                        | állami polgári iskolai Tanárképző Főiskola Gyakorló Iskolája |
| 87.    | Turul                                                                       | Budapest XIX.                                      | Kispest evangélikus egyházközség |
| 87.    | gróf Teleki Pál                                                             | Kőtelek                                            | |
| 88.    | Szabolcs                                                                    | Nyíregyháza                                        | Evangélikus Reálgimnázium |
| 89.    | Turul                                                                       | Nyíregyháza                                        | Felső kereskedelmi iskola |
| 90ö.   | Szent Imre Kollégium (SZIK)                                                 | Budapest IX.                                       | Szent Imre Kollégium |
| 91.    | Turul                                                                       | Hatvan                                             | Állami polgári iskola |
| 92.    | Csanád                                                                      | Makó                                               | Állami Reáliskola |
| 93.    | Erő                                                                         | Budapest XIX.                                      | Wekerle-telepi református egyházközség |
| 94.    | Szent Adalbert                                                              | Esztergom                                          | Esztergomi Érseki Papnevelőintézet |
| 95.    | Lehel                                                                       | Kispest                                            | Kispesti Magyar Királyi Polgári Iskola |
| 96.    | Sólyom                                                                      | Csepel                                             | Községi polgári iskola |
| 97.    | Fehér Sirály                                                                | Kecskemét                                          | Felsőkereskedelmi iskola |
| 98.    | Előre                                                                       | Székesfehérvár                                     | Székesfehérvári Reáliskola |
| 99.    | Mátra                                                                       | Gyöngyös                                           | Gyöngyösi Állami Reálgimnázium |
| 100.   | Kísérleti                                                                   | Budapest                                           | Központi Öregcserkészcsapat |
| 100ö   | Baden Powell                                                                | Budapest                                           | Magyar Cserkészszövetség, Központi Öregcserkészcsapat |
| 101.   | Tomori Pál                                                                  | Kalocsa                                            | Kalocsai állami polgári iskola → Főszékesegyházi római katolikus plébánia                                                                                        |
| 102.   | Ganz                                                                        | Budapest II.                                       | Ganz Villamossági Művek |
| 103.   | Rimamurány-Salgótarjáni Vasmű Rt. (RMST)                                    | Borsodnádasd                                       | Rimamurány-Salgótarjáni Vasmű Rt. iparostanonc iskolája |
| 104.   | Bethlen                                                                     | Paks                                               | Paksi állami polgári iskola |
| 105.   | Dunaföldvári Cserkészek (DCs) → IV. Béla                                    | Dunaföldvár                                        | Dunaföldvári állami polgári iskola |
| 106.   | Tomori                                                                      | Putnok                                             | Putnoki állami polgári iskola |
| 107.   | gróf Apponyi Albert                                                         |                                                    | |
| 108.   | Baksay Sándor                                                               | Kunszentmiklós                                     | Baksay Sándor Református Reálgimnázium |
| 109.   | MÁV Dunakeszi                                                               | Dunakeszi                                          | MÁV Dunakeszi főműhely |
| 110.   | Bethlen Gábor                                                               | Kecskemét                                          | Református egyházközség |
| 111.   | Erő                                                                         | Hódmezővásárhely                                   | Hódmezővásárhelyi Református Főgimnázium |
| 112.   | Hunok                                                                       | Hódmezővásárhely                                   | Hódmezővásárhelyi állami polgári iskola |
| 113.   | Jókai                                                                       | Komárom                                            | Komáromi Szent Benedek-rendi Gimnázium (bencés gimnázium) |
| 114.   | Szent István → Tinódi Lantos Sebestyén                                      | Budapest XIX.                                      | Kispest, Helyi Bizottság, |
| 115.   | Zrínyi                                                                      | Budapest XIX.                                      | Kispesti Állami Deák Ferenc Reálgimnázium |
| 116.   | gróf Teleki Pál                                                             | Felsőzsolca                                        | |
| 117.   | Sirály → (1948) János vitéz                                                 | Budapest IV.                                       | Újpesti Állami Reálgimnázium |
| 118.   | Turán → (1945) Kecskeméti Piarista Gimnázium (KPG) → (1990) Kalazancius     | Kecskemét                                          | Kecskeméti kegyes-tanítórendi gimnázium (piarista gimnázium) → Kecskeméti Piarista Gimnázium és Általános Iskola                                                 |
| 119.   | Jászapáti Reálgimnázium → Kaszap István                                     | Jászapáti → Jászszentandrás                        | Jászapáti Reálgimnázium → Jászszentandrási római katolikus plébánia                                                                                              |
| 120.   | Magyar Robinsonok (MR)                                                      | Budapest                                           | |
| 121.   | Dr. Vetéssy Géza                                                            | Kecskemét                                          | Református főgimnázium |
| 122.   | Xantus János                                                                | Budapest                                           | |
| 123.   | Pálffy Dániel                                                               | Szeged                                             | Szegedi iparostanonc iskola |
| 124ö.  | Sziráky                                                                     | Szeged                                             | Délmagyarországi Magyar Közművelődési Egyesület |
| 125.   | Szent István                                                                | Székesfehérvár                                     | Székesfehérvári ipariskola → Jézus Szíve római katolikus plébánia                                                                                                |
| 126.   | Szent Imre                                                                  | Veszprém                                           | Veszprémi kegyestanítórendi gimnázium (piarista gimnázium) |
| 127.   | Törekvés → Szent László király                                              | Mezőkövesd                                         | Jézus Szíve római katolikus plébánia |
| 128.   | Thököly                                                                     | Budapest VII.                                      | VII. kerületi felsőkereskedelmi iskola |
| 129.   | Soós Gábor                                                                  | Hajdúnánás                                         | (1926) Hajdúnánási református főgimnázium |
| 130.   | Szent Gellért                                                               | Battonya                                           | Battonyai állami iskola |
| 132.   | Csilléry                                                                    | Budapest VIII.                                     | VIII. kerületi polgári iskola (Német utca) |
| 133.   | Szent György                                                                | Budapest XIX.                                      | Kispesti Tisztviselők Mária Kongregációja |
| 134.   | Hegyaljai Erő                                                               | Sárospatak                                         | Sárospataki Református Főiskola |
| 135.   | Turul                                                                       | Budapest XIV.                                      | Herminamezői Szent Lélek római katolikus plébánia |
| 137.   | Madách Imre                                                                 | Losonc                                             | Losonci állami főgimnázium |
| 138.   | Rákóczi                                                                     | Dunavecse                                          | Ifjúsági Testedző Egyesület |
| 139.   | Fazekas Mihály                                                              | Debrecen                                           | (1926) Debreceni állami főreáliskola |
| 140.   | Pro Patria                                                                  | Rákoscsaba                                         | Helyi Bizottság |
| 141.   | Turul                                                                       | Pécs                                               | Kereskedelmi Iskola |
| 142.   | Rákóczi                                                                     | Kassa                                              | Jászóvári premontrei kanonokrend kassai gimnáziuma |
| 143.   | Széchenyi                                                                   | Kassa                                              | Kassai premontrai gimnázium |
| 144.   | Kossuth Lajos                                                               | Cegléd                                             | Kossuth reálgimnázium |
| 145.   | Sirály                                                                      | Salgótarján                                        | Kőszénbánya Rt. |
| 146.   | Révai                                                                       | Tata                                               | Tatai kegyes-tanítórendi gimnázium (piarista gimnázium) |
| 147.   | Petőfi                                                                      | Budapest III.                                      | III. kerületi polgári iskola (Kiscelli út) |
| 148.   | Bercsényi → Nagyboldogasszony                                               | Budapest I.                                        | I. kerületi iparoskör → Krisztinavárosi Havas Boldogasszony Plébánia                                                                                             |
| 150.   | Somogyi                                                                     | Kaposvár                                           | Kereskedelmi iskola |
| 151.   | Turul → (1948) Árpád                                                        | Kaposvár                                           | Magyar Nemzeti Szövetség |
| 152.   | Szittya                                                                     | Kecskemét                                          | Magyar királyi állami reáliskola |
| 153.   | Mátra → Dr. Dornyay Béla                                                    | Salgótarján                                        | Rimamurány-Salgótarjáni Vasmű Rt. → Szent József római katolikus plébánia                                                                                        |
| 154.   | Dobó István                                                                 | Eger                                               | Egri állami reáliskola |
| 155.   | Nagyatádi Állami Polgári (NÁP) → (1948) Szent György                        | Nagyatád                                           | Nagyatádi állami polgári iskola |
| 156.   | Bors vezér                                                                  | Miskolc                                            | Miskolc II. sz. állami polgári iskola |
| 157.   | Damjanich János                                                             | Baja                                               | Ciszterci Rend Bajai III. Béla Gimnáziuma |
| 158.   | Árpád                                                                       | Budapest III.                                      | III. kerületi Reálgimnázium → Árpád Gimnázium |
| 159.   | Corvin Mátyás                                                               | Pápa                                               | Pannonhalmi Szent Benedek-rend Pápai Szent Mór Gimnáziuma (bencés gimnázium)                                                                                     |
| 160.   | Mátyás király                                                               | Budapest II.                                       | II. kerületi állami reálgimnázium |
| 161.   | Szittya                                                                     | Budapest I.                                        | Budai Katolikus Legényegylet |
| 162.   | Zrínyi                                                                      | Debrecen                                           | Állami szakiskola |
| 163.   | Turul                                                                       | Püspökladány                                       | (1926) Állami segélyezett községi polgári iskola |
| 164.   | Bocskay → Kádár vitéz                                                       | Berettyóújfalu                                     | Református egyházközség |
| 165.   | Turul                                                                       | Pécs                                               | Szabolcsbányatelep, Turul egyesület |
| 165.   | Jókai Mór                                                                   | Kazincbarcika                                      | |
| 166.   | Hajdú                                                                       | Debrecen                                           | Társulati polgári iskola |
| 167.   | Törekvés                                                                    | Debrecen                                           | Református tanítóképző |
| 168.   | Zrínyi Miklós                                                               | Szigetvár                                          | Szigetvári állami polgári iskola |
| 169.   | Magor                                                                       | Budapest IV.                                       | Újpesti Katolikus Legényegylet |
| 171.   | Erdősi Imre                                                                 | Debrecen                                           | Debreceni kegyes-tanítórendi Kalazanci Szent József gimnázium (piarista gimnázium)                                                                               |
| 172.   | Erő                                                                         | Debrecen                                           | Debreceni református főgimnázium |
| 173.   | Kemény Zsigmond                                                             | Budapest VI.                                       | VI. kerületi állami főreáliskola |
| 174.   | Ganz                                                                        | Budapest XIII.                                     | Ganz Danubius Hajógyár |
| 175.   | Bocskai                                                                     | Békés                                              | Református reálgimnázium → református egyházközség |
| 176.   | Nagykun                                                                     | Karcag                                             | Református reálgimnázium |
| 177.   | Mikes                                                                       | Kiskunfélegyháza                                   | Katolikus reálgimnázium |
| 178.   | Mecsekalji                                                                  | Pécs                                               | Pécsi községi polgári iskola |
| 179.   | Rákóczi                                                                     | Bonyhád                                            | Ágostai hitvallású evangélikus reálgimnázium |
| 180.   | Kárpát → (1948) Vajda Péter                                                 | Szarvas                                            | Ágostai hitvallású evangélikus gimnázium |
| 182.   | Uhu                                                                         | Nagykálló                                          | Magyar királyi reálgimnázium |
| 183.   | Kinizsi                                                                     | Szeged                                             | Szegedi Állami Reálgimnázium |
| 184.   | Csaba                                                                       | Békéscsaba                                         | Ágostai hitvallású evangélikus reálgimnázium |
| 185.   | Wekerle                                                                     | Kispest                                            | Állami polgári iskola |
| 186.   | Zrínyi                                                                      | Gödöllő                                            | Gödöllői királyi katholikus reálgimnázium |
| 187.   | Zrínyi                                                                      | Budapest I.                                        | I. kerületi polgári iskola (Attila út) |
| 188.   | Turul → Shvoy Lajos                                                         | Bicske                                             | Bicskei állami polgári iskola → Bicskei római katolikus plébánia                                                                                                 |
| 189.   | Bethlen Gábor                                                               | Nyíregyháza                                        | Állami polgári iskola |
| 190.   | Egyetértés                                                                  | Debrecen                                           | MÁV Műhely |
| 191.   | Toldi Miklós                                                                | Budapest V.                                        | Közjótékonysági Egyesület |
| 192.   | Váci kegyes-tanítórendi gimnázium (VKG) → Erdősi Imre                       | Vác                                                | Váci kegyes-tanítórendi gimnázium (piarista gimnázium) → Váci Piarista Gimnázium                                                                                 |
| 193.   | Baross Gábor → Tomori Pál                                                   | Miskolc                                            | Keresztény Szociális Szakszervezet → (1989) Miskolc-Martin-telepi római katolikus plébánia                                                                       |
| 194.   | Széchenyi István                                                            | Miskolc                                            | Miskolci MÁV Műhely Tanonciskola |
| 195.   | Orosházi Állami Polgári (OÁP)                                               | Orosháza                                           | Orosházi Állami Polgári iskola |
| 196.   | Damjanich János                                                             | Szolnok                                            | Szolnoki reálgimnázium |
| 197.   | Baross → Dózsa György                                                       | Budapest                                           | Baross Szövetség |
| 198.   | Pál                                                                         | Budapest XV.                                       | Rákospalotai református egyházközség (evangéliumi cserkéscsapat)                                                                                                 |
| 199.   | Madách                                                                      | Budapest VII.                                      | Magyar királyi állami Madách Imre Gimnázium |
| 200.   | Szent László                                                                | Székesfehérvár                                     | Székesfehérvári állami polgári iskola |
| 202.   | Örvénykő → (1948) Széchenyi                                                 | Miskolc                                            | Miskolci állami főreáliskola |
| 203.   | Bocskay                                                                     | Kisújszállás                                       | Kisújszállási református reálgimnázium |
| 204.   | Szent László                                                                | Veszprém                                           | Veszprémi kereskedelmi iskola |
| 205.   | Zrínyi Miklós                                                               | Budapest I. → Budapest XII.                        | I. kerületi polgári iskola (Fehér Sas tér) → Városmajori római katolikus plébánia                                                                                |
| 206.   | Csokonai Vitéz Mihály                                                       | Csurgó                                             | Helyi bizottság |
| 207.   | Turul                                                                       | Pécs                                               | Somogybányatelep, Turul egyesület |
| 208.   | Szent László                                                                | Budapest VI.                                       | VI. kerületi elemi iskola |
| 209.   | Botond                                                                      | Budapest V.                                        | V. kerületi Reálgimnázium (Markó utca) → M. Kir. Állami Bolyai Reáliskola                                                                                        |
| 210.   | Gyöngyvér                                                                   | Budapest X.                                        | X. kerületi polgári iskola |
| 211.   | Sirály                                                                      | Esztergom                                          | Főreáliskola → Szent Imre Reálgimnázium |
| 212.   | Bornemissza Gergely                                                         | Eger                                               | MOVE Egri Sportegylet |
| 213.   | Koháry István                                                               | Eger                                               | Ciszterci Rend Egri Szent Bernát Gimnáziuma |
| 214.   | Zrínyi, a költő                                                             | Budapest XVI.                                      | Cinkotai Katolikus Férfiliga |
| 215.   | Szabolcska Mihály                                                           | Ókécske                                            | Református Ifjúsági egyesület |
| 216.   | Arany János                                                                 | Nagykőrös                                          | Református gimnázium |
| 217.   | Keresztény Munkásifjú (KMI) → Katolikus Munkás Ifjú                         | Pécs                                               | Keresztény Munkásifjak Egyesülete |
| 218.   | Szittya                                                                     | Mezőtúr                                            | Keresztyén Ifjúsági Egyesület |
| 219.   | Alvinczy Péter                                                              | Kassa                                              | |
| 220.   | Br. Wesselényi Miklós                                                       | Budapest                                           | Kertész utcai Általános Iskola és Gép- és Gyorsíró Szakiskola |
| 221.   | Anonymus                                                                    | Budapest V.                                        | Keresztény Munkás Ifjak Országos Szövetsége → Józsefvárosi Szent József római katolikus plébánia → (1989) Belvárosi Főplébánia                                   |
| 222.   | Petőfi Sándor                                                               | Hatvan                                             | Iparostanociskola |
| 223.   | Koppány → Pesti Luther Szövetség (PLSz)                                     | Budapest V.                                        | Pesti Luther Szövetség |
| 225.   | Petőfi                                                                      | Békéscsaba                                         | Állami polgári iskola |
| 226.   | Szondy                                                                      | Budapest XII.                                      | Klotild Szeretetház |
| 227.   | Gróf Tisza István → Huszár Gál → (1948) Bakonyerdő                          | Pápa                                               | Pápai Református Kollégium Gimnáziuma |
| 229.   | Pálffy → (1948) Kerecsényi                                                  | Gyula                                              | Városi polgári |
| 231.   | Méliusz                                                                     | Debrecen                                           | Keresztyén ifjúsági egyesület |
| 232.   | Kölcsey                                                                     | Mátészalka                                         | Állami polgári iskola |
| 234.   | II. Rákóczi Ferenc                                                          | Sárospatak                                         | Sárospataki állami tanítóképző |
| 236.   | Maróthy János                                                               | Gyula                                              | Római katolikus reálgimnázium |
| 237.   | Mátyás király                                                               | Miskolc                                            | Diósgyőri állami polgári iskola |
| 238.   | Kazinczy Lajos → (1928) Sátoraljaújhelyi kegyes-tanítórendi gimnázium (SKG) | Sátoraljaújhely                                    | Sátoraljaújhelyi kegyes-tanítórendi gimnázium (piarista gimnázium)                                                                                               |
| 239.   | Munkácsi                                                                    | Békéscsaba                                         | Községi iparostanonciskola |
| 241.   | Bethlen Gábor                                                               | Budapest XI.                                       | Budapest-Budafoki református egyházközség |
| 242.   | MÁV Törekvés                                                                | Budapest XIII.                                     | MÁV északi főműhely iparostanonc iskola |
| 243.   | Bethánia                                                                    | Budapest                                           | Bethánia Egylet |
| 244.   | gróf Tisza István                                                           | Kaba                                               | református egyházközség |
| 245.   | Ráday                                                                       | Pestújhely                                         | Református Ifjúsági Egyesület |
| 246.   | Bocskai                                                                     | Kaposvár                                           | Ipartestület |
| 248.   | Vas → (1948) RMST Vas                                                       | Ózd                                                | Rimamurány-Salgótaráni Vasmű Rt. tanonciskola |
| 249.   | Gara                                                                        | Siklós                                             | Községi polgári iskola |
| 250.   | Hangya → Telepy Károly                                                      | Budapest                                           | Hangya Szövetkezeti (Központ) |
| 251.   | Petőfi → Rákóczi                                                            | Kiskőrös                                           | Magyar királyi állami polgári iskola → Evangélikus Egyház |
| 252.   | Kiss József                                                                 | Budapest VII.                                      | Pesti Izraelita Hitközség |
| 254.   | Minta → Tóth Tihamér                                                        | Budapest VIII.                                     | Gyakorló Gimnázium Mária kongregációja |
| 256.   | Maróthy János                                                               |                                                    | |
| 257.   | Hunyadi János                                                               | Budapest VI.                                       | VI. kerületi felsőkereskedelmi iskola (Izabella utca) |
| 258.   | Vas Gereben                                                                 | Gyönk                                              | Református reálgimnázium |
| 259.   | Turul → Szent Borbála → (1948) Ady Endre                                    | Pécs                                               | Pécsbányatelep, Turul Egyesület |
| 260.   | Pázmány                                                                     | Esztergom                                          | Római katolikus tanítóképző |
| 261.   | Irinyi                                                                      | Budapest XV.                                       | MÁV Istvántelki Főműhely tanonciskola |
| 262.   | Csaba                                                                       | Székesfehérvár                                     | Székesfehérvári Hadiárva-intézet |
| 263.   | Kiss István                                                                 | Mezőtúr                                            | Református főgimnázium |
| 263.   | Sztáray Mihály                                                              | Sárospatak                                         | |
| 264.   | Hunyadi János                                                               | Budapest XVII.                                     | Rákosliget, Helyi bizottság |
| 265.   | Cházár András                                                               | Budapest                                           | Siketnémák Budapesti Magyar Királyi Állami Intézete |
| 267.   | Magyar Nemzeti Szövetség (MNSZ) → Mátyás király                             | Budapest                                           | Magyar Nemzeti Szövetség |
| 267ö.  | Szeri                                                                       | Szeged                                             | Ferenc József Tudományegyetem |
| 268.   | Mikes Kelemen                                                               |                                                    | |
| 269.   | Hunvadász                                                                   | Budapest IX.                                       | |
| 270.   | Hajnal                                                                      | Budapest                                           | Fasori (VI-VII. kerületi) református egyházközség |
| 271.   | Csodaszarvas                                                                | Ungvár                                             | |
| 272ö.  | Kolping                                                                     | Budapest                                           | Katolikus Legényegylet (öregcserkész csapat) |
| 273ö.  | gróf Széchenyi István                                                       | Debrecen                                           | Magyar király gazdasági akadémia |
| 274.   | Ferenczy István                                                             | Rimaszombat                                        | |
| 275.   | Pusztaszeri                                                                 | Szentes                                            | Állami reálgimnázium |
| 276.   | Szent Ágoston                                                               | Budapest XV.                                       | Rákospalota-MÁV-telepi Jézus Szíve római katolikus plébánia |
| 277ö.  | SZERI                                                                       | Szeged                                             | Ferenc József Tudományegyetem (öregcserkészcsapat) |
| 278.   | Turul                                                                       | Pécs                                               | Vasasbányatelep, Kultúregyesület |
| 279.   | Gárdonyi                                                                    | Budapest III.                                      | III. kerületi polgári iskola (Kiskorona utca) |
| 280ö.  | Szent Imre                                                                  | Kaposvár                                           | Katolikus Kör |
| 281.   | Keresztyén Ifjúsági Egyesület (KIE) → (1948) Szilassy Aladár                | Budapest                                           | Keresztyén Ifjúsági Egyesület → Szilassy Aladár Cserkészszövetség                                                                                                |
| 282.   | Tóth Kálmán                                                                 | Baja                                               | Bajai tanítóképző |
| 283    | Szent László                                                                | Győr                                               | Győri I. sz. állami polgári iskola |
| 282ö.  | Öreg Kolping                                                                | Budapest                                           | Országos Központi Katholikus Legényegylet |
| 284.   | Szent Korona                                                                | Budapest XIII.                                     | Külső Váci úti római katolikus plébánia |
| 285.   | Szent László                                                                | Nyíregyháza                                        | Római katolikus gimnázium |
| 286.   | Szent György → Szent István                                                 | Mecseknádasd                                       | Julianum fiúnevelő intézet (Püspöknádasd) → Mecseknádasdi általános Iskola                                                                                       |
| 287.   | Réti sas                                                                    | Kisvárda                                           | Magyar királyi állami reálgimnázium |
| 288.   | Baross Gábor → Kaszap István                                                | Székesfehérvár                                     | MÁV Déli vasúti műhely tanonciskola |
| 289.   | Bocskay István → Dr. Monspart László                                        | Kiskunhalas                                        | Református reálgimnázium |
| 290.   | Návay Lajos                                                                 | Makó                                               | Kereskedelmi iskola |
| 291.   | Zsolnay → Kiss Lajos                                                        | Hódmezővásárhely                                   | Iparostanonciskola → református egyházközség |
| 292.   | Turul                                                                       | Makó                                               | Református polgári iskola → Makói református egyházközség |
| 293.   | Szent Kapisztrán                                                            | Budapest XIII.                                     | Angyalföldi római katolikus plébánia (Lehel tér) |
| 294.   | Eszterházy Károly                                                           | Eger                                               | Katolikus kereskedelmi iskola |
| 295.   | Corvin Mátyás → Zichy István                                                | Várpalota                                          | Levente-egyesület |
| 296.   | Petőfi Sándor                                                               | Aszód                                              | Aszódi evangélikus reálgimnázium |
| 297.   | Dániel → Báró Eötvös József                                                 | Budapest                                           | Pesti Izraelita Hitközség Reálgimnáziuma |
| 298.   | Lehel vezér                                                                 | Jászberény                                         | Jászberényi Állami tanítóképző → Jászberényi Nagyboldogasszony Főplébánia                                                                                        |
| 299.   | Szent Márton                                                                | Budapest XX.                                       | Pestszenterzsébet-Szabótelepi Jézus Szíve római katolikus plébánia                                                                                               |
| 300.   | Sarlós Boldogasszony                                                        | Budapest XIII.                                     | Angyalföldi Szent László plébánia |
| 301.   | Kazinczy                                                                    | Budapest XIX.                                      | Kispesti Nagyboldogasszony római katolikus plébánia |
| 302.   | Batthyány Lajos → Darányi Ignác                                             | Budapest VIII. → Budapest XIII.                    | Protestáns Kör → Frangepán utcai református egyházközség |
| 303.   | Fehér Lovagok                                                               | Budapest                                           | Árvaház |
| 304.   | Kőrösi Csoma Sándor                                                         | Budapest I.                                        | Budai református egyházközség |
| 305.   | Turul → Szent István                                                        | Budapest XIV.                                      | Rákosfalvi római katolikus plébánia |
| 306.   | Szent Adalbert                                                              | Budapest X.                                        | Kőbányai Szent László római katolikus plébánia |
| 307.   | Esze Tamás                                                                  | Budapest II.                                       | Ganz Villamossági Művek Rt. (Marczibányi tér) |
| 308.   | Kuruc → Bethlen                                                             | Budapest                                           | Vas- és fémipari országos szövetség tanonciskolája |
| 309.   | Assisi Szent Ferenc                                                         | Budapest XIV.                                      | Zuglói Páduai Szent Antal római katolikus plébánia |
| 310.   | Jókai → Kadima                                                              | Budapest                                           | Magyar Izraeli Kézmű- és Földműves Egyesület → Magyar Zsidó Kulturális Egyesület                                                                                 |
| 311.   | Vörösmarty                                                                  | Budapest I.                                        | Budai Izraelita Hitközség |
| 313.   | Kálvin János                                                                | Budapest V.                                        | Szabadság téri református egyházközség |
| 313.   | Julianus barát → Szent József                                               | Budapest                                           | Békásmegyeri Szent József plébánia |
| 314.   | Czuczor Gergely                                                             | Budapest VIII.                                     | Pannonhalmi Szent Benedek-rend Budapesti Szt. Benedek Gimnáziuma → Felsőkrisztinavárosi római katolikus plébánia                                                 |
| 315.   | Luther Márton                                                               | Budapest III.                                      | Óbudai Evangélikus Egyházközség |
| 316.   | Budai Szent Imre                                                            | Budapest XI.                                       | Budai Szent Imre Kollégium |
| 317.   | Virrasztó → Kittenberger Kálmán                                             | Budapest                                           | (1926) Autótaxi Budapesti Automobil Közlekedési Rt. Tanonciskolája                                                                                               |
| 318.   | Kőbányai Méliusz → Méliusz Juhász Péter                                     | Budapest X.                                        | (1926) Kőbányai református egyházközség |
| 319.   | (1926) Fráter György → Török György                                         | Budapest                                           | (1926) Papnövelde utcai szabó szakirányú iparostanonc iskola |
| 320.   | Bendegúz → Nimród                                                           | Budapest I.                                        | (1926) Budai Katolikus Legényegylet → (1932) Alsóvízivárosi Szent Erzsébet római katolikus plébánia → (1935) Felsővízivárosi Szent Anna római katolikus plébánia |
| 321.   | Szent Család                                                                | Budapest VI.                                       | (1926) Dalnok utcai róm. kath. egyházközség → Terézvárosi Szent Család római katolikus plébánia (Dalnok utca, Bajza utca)                                        |
| 321ö.  | Erő                                                                         | Budapest                                           | Magyar Evangéliumi Kerestyén diákszövetség |
| 322.   | Tas vezér                                                                   | Budapest VI.                                       | (1926) VI. kerületi Nagymező utcai községi polgári iskola |
| 323.   | Magyar Reménység                                                            | Budapest VIII.                                     | (1926) Józsefvárosi református egyházközség |
| 324.   | Attila                                                                      | Budapest III.                                      | Óbudai Gázgyár |
| 324.   | Dr. Istóczy Győző                                                           | Budapest                                           | (1926) Ébredő Magyarok Egyesülete |
| 325.   | Brassai Sámuel                                                              | Budapest                                           | (1926) Aranyosi-féle Felsőkereskedelmi Iskola |
| 326.   | Török Pál                                                                   | Budapest VIII.                                     | Budapesti Református Teológiai Akadémia |
| 327.   | Loyolai Szent Ignác                                                         | Budapest VIII.                                     | (1926) Jézus Társasága Középiskolai Mária Kongregáció → Jézus Szíve római katolikus plébánia lelkészség                                                          |
| 328.   | Bendegúz                                                                    | Budapest                                           | Magyar Országos Véderő Egyesület (MOVE) Központ |
| 328.   | Szent György                                                                | Karancskeszi                                       | Karancskeszi római katolikus plébánia |
| 329.   | Pesti Lehel                                                                 | Budapest VI.                                       | VI. kerületi elemi és ipariskola (Lehel utca) |
| 330.   | gróf Széchenyi István                                                       | Budapest VI.                                       | Királyi Magyar Tudományegyetem Közgazdaságtudományi Kar |
| 331.   | gróf Apponyi Albert                                                         | Szenc                                              | |
| 332.   | Szent Vince                                                                 | Budapest IX.                                       | Középferencvárosi római katolikus plébánia |
| 333.   | Gyulai Pál                                                                  | Budapest XIII.                                     | Váci úti polgári és elemi iskola |
| 334.   | Apáczai                                                                     | Budapest II.                                       | Budai tanítóképző intézet |
| 335.   | Gábor főangyal                                                              | Budapest I.                                        | Krisztina téri fővárosi elemi iskola |
| 336.   | Bulcsu vezér                                                                | Budapest                                           | Magyar Országos Véderő Egyesület (MOVE) budapesti sportegylet |
| 336.   | Kandó Kálmán                                                                | Budapest                                           | Budapest Magyar Királyi Állami Felső Ipariskola |
| 336.   | Karácsony Sándor                                                            | Budakeszi                                          | Budakeszi református egyházközség |
| 337.   | Rigók                                                                       | Budapest VIII.                                     | Rökk Szilárd utcai elemi iskola |
| 338.   | Csaba királyfi                                                              | Budapest V.                                        | Szent István téri elemi iskola |
| 339.   | Kont                                                                        | Budapest XIII.                                     | Váci úti elemi iskola |
| 340.   | Nagy Sándor                                                                 | Budapest I.                                        | Czakó utcai elemi iskola |
| 341.   | Testnevelési Főiskola (TF)                                                  | Budapest XI.                                       | Testnevelési Főiskola |
| 342.   | Damjanich János                                                             | Budapest VII.                                      | |
| 343.   | Hunfalvy                                                                    | Budapest II.                                       | Budapesti II. ker. községi felsőkereskedelmi iskola |
| 344.   | Szent István (SZIKIR)                                                       | Budapest V.                                        | Szent István Bazilika római katolikus plébánia |
| 345.   | János Zsigmond                                                              | Budapest                                           | Unitárius Egyházközség |
| 346.   | Szent Imre herceg                                                           | Budapest I.                                        | |
| 347.   | Újmagyarság                                                                 | Budapest                                           | |
| 348.   | Balaton → Széchenyi István                                                  | Balatonfüred                                       | Állami polgári iskola → Balatonfüredi római katolikus plébánia                                                                                                   |
| 349.   | Szent György                                                                | Nemesgulács                                        | Nemesgulácsi római katolikus plébánia |
| 350.   | Szent Márton                                                                | Szombathely                                        | Szent Márton római katolikus plébánia |
| 353.   | Chernel István                                                              | Kőszeg                                             | Kőszegi római katolikus plébánia |
| 355.   | Szent József                                                                | Körmend                                            | |
| 356.   | Kapisztrán Szent János                                                      | Celldömölk                                         | Celldömölki Katolikus Legényegylet → Celldömölki római katolikus plébánia                                                                                        |
| 359.   | Vajda Ödön                                                                  | Szentgotthárd                                      | (1926) Keresztény Munkásifjak Szentgotthárdi Csoportja → Szentgotthárdi római katolikus plébánia                                                                 |
| 361.   | Szent Hubertus                                                              | Sopron                                             | Dunántúli Turista Egylet |
| 361.   | Fekete Sereg                                                                | Nagyvázsony                                        | Teleház és Ifjúsági Központ |
| 362.   | Losonczy                                                                    | Sopronkőhida                                       | (1926) Soproni Királyi Fegyintézet |
| 362.   | Szent Mihály                                                                | Lenti                                              | Szent Mihály római katolikus plébánia |
| 364.   | Scarbantia                                                                  | Sopron                                             | (1926) Soproni állami reáliskola → Soproni Keresztény Egyházak                                                                                                   |
| 365.   | Apaffy Mihály                                                               | Sopron                                             | MOVE Vasakarat Sportegylet |
| 365.   | Szent Gellért                                                               | Bercel                                             | |
| 366.   | Végvári                                                                     | Sopron                                             | Győr-Sopron-Ebenfurti vasútműhely főnökség |
| 369.   | Liszt Ferenc                                                                | Vasszécseny                                        | Vasszécsenyi római katolikus plébánia |
| 370.   | Szent Antal                                                                 | Budapest                                           | Magdolnavárosi római katolikus plébánia |
| 371.   | Deák Ferenc                                                                 | Zalaegerszeg                                       | (1926) Zalaegerszegi állami polgári fiúiskola |
| 372.   | Csaba királyfi → Akacs Mihály                                               | Zalaegerszeg → Balogunyom                          | Zalaegerszegi I. körzeti állami elemi iskola → Balogunyomi Önkormányzat                                                                                          |
| 374/ö. | Kisfaludy Károly                                                            | Nagykanizsa                                        | Nagykanizsai Katholikus Legényegylet |
| 377.   | Rozgonyi István                                                             | Nagykanizsa                                        | |
| 379.   | Feltámadás                                                                  | Keszthely                                          | Keszthelyi Ipartestület |
| 386.   | Eőrség                                                                      | Ispánk                                             | öregcserkész csapat |
| 387ö.  | Szily János                                                                 | Szombathely                                        | |
| 392.   | Lesence                                                                     | Lesencetomaj                                       | Lesencetomaji római katolikus plébánia |
| 393.   | Szent Imre                                                                  | Jánosháza                                          | Jánosházi római katolikus plébánia |
| 395.   | Velősy Béla                                                                 |                                                    | |
| 400.   | Szent Péter és Pál                                                          | Budapest III.                                      | Óbudai római katolikus plébánia |
| 401.   | Szent György → (1946) Fehérszarvas → Szent János                            | Dabas                                              | Sári római katolikus plébánia |
| 403.   | Hargita                                                                     | Székelyudvarhely                                   | Székelyudvarhelyi Baróti Szabó Dávid Róm. Kat. Gimnázium |
| 406.   | Rákóczi fejedelem                                                           | Budapest VII.                                      | Budapest VII. kerületi Wesselényi utcai Községi II. Rákóczi Ferenc Kereskedelmi Középiskola                                                                      |
| 406.   | Koós Károly                                                                 | Ajka                                               | Dr. Magyar Imre Kórház |
| 407.   | Jelky András                                                                | Budapest                                           | |
| 409.   | Szent Rita                                                                  | Budapest                                           | Szent Rita római katolikus plébánia |
| 411.   | Wesselényi Miklós                                                           | Budapest III.                                      | Vízügyi Sport Club |
| 412.   | Szent Gellért                                                               | Budapest I.                                        | Budapest-tabáni római katolikus egyházközség → (1946) Csörsz utcai Kisegítő Kápolna Egyesület                                                                    |
| 412.   | Kalazanti Szent József                                                      | Budapest XVI.                                      | (1989) Mátyásföldi római katolikus plébánia |
| 413.   | Csaba                                                                       | Budapest                                           | |
| 418.   | Kőrösi Csoma Sándor                                                         |                                                    | |
| 419.   | Huba vezér                                                                  | Budapest–Kelenföld                                 | Kelenföldi Szent Gellért-plébánia |
| 422.   | Szent Kereszt                                                               | Budapest VIII.                                     | Külsőferencvárosi római katolikus plébánia |
| 423.   | Gróf Tisza István → (1948) Huszár Gál                                       | Budapest XIII.                                     | Pozsonyi úti református egyházközség |
| 424.   | Magyar Család → Szent Rókus                                                 | Budapesti Szent Rókus római katolikus egyházközség | |
| 425.   | Szabolcs                                                                    |                                                    | |
| 426.   | Szenci Molnár Albert                                                        | Budapest XII.                                      | Budahegyvidéki református egyházközség |
| 427.   | IV. Béla                                                                    |                                                    | |
| 430.   | Szent Asztrik                                                               | Budapest IX.                                       | Kén utcai községi polgári iskola |
| 431.   | Kinizsi Pál → Huenergardt János                                             | Budapest XIII.                                     | Frangepán utcai református egyházközség → Hetednapi Adventista Egyház                                                                                            |
| 432.   | Pázmány Péter                                                               | Budapest VIII.                                     | Józsefvárosi Szent József római katolikus plébánia |
| 433.   | Szent Bernát                                                                | Budapest XI.                                       | Szentimrevárosi Szent Imre római katolikus plébánia |
| 434.   | Szent Benedek                                                               | Budapest I.                                        | Szociális Misszió Társulat |
| 436.   | Fekete István                                                               | Budapest I.                                        | Farkasréti Mindenszentek római katolikus plébánia |
| 437.   | Béke Királynéja                                                             | Budapest X.                                        | Béke Királynéja római katolikus lelkészség |
| 438.   | Kalazantinus                                                                | Budapest I.                                        | Szent József Tanoncotthon (Toldy Ferenc utca 30.) |
| 439.   | Gyümölcsoltó Boldogasszony → Boldogasszony                                  | Budapest XI.                                       | Gyümölcsoltó Boldogasszony római katolikus lelkészség |
| 440.   | Szent István                                                                | Budapest XIV.                                      | Szent István Gimnázium |
| 442.   | Báthory László                                                              | Budapest XII.                                      | Zugligeti Szent Család római katolikus plébánia |
| 443.   | Szent László                                                                | Budapest XII.                                      | Istenhegyi Szent László római katolikus plébánia |
| 444.   | Vasvári Pál                                                                 | Budapest II.                                       | Budai görögkatolikus parókia |
| 445.   | Szent Márton                                                                | Budapest V.                                        | Szent Ágoston Lelkészség |
| 446.   | Salamon                                                                     | Budapest                                           | Izraelita Fiúárvaház → A Pesti Izraelita Hitközség Alapítványi Főgimnáziuma                                                                                      |
| 448.   | Petőfi Sándor                                                               | Budapest XIV.                                      | Budapest XIV. ker. Miskolci úti községi elemi iskola |
| 449.   | Patrona Hungariae                                                           | Budapest VII.                                      | Magna Hungarorum Domina római katolikus egyházközség |
| 450.   | Pálffy Miklós                                                               | Győr                                               | Katolikus Legényegylet → Győr Megyei Vízmű és Fürdő Vállalat |
| 451.   | Gárdonyi                                                                    | Győr                                               | Győri állami polgári iskola |
| 452.   | Szent Bernát                                                                | Zirc                                               | Iparostanonc iskola → Zirci Apátsági római katolikus plébánia |
| 453.   | Géza fejedelem → Wathay Ferenc                                              | Székesfehérvár                                     | Munkácsy Mihály Általános Iskola Szülői Munkaközössége |
| 454.   | Szent László                                                                | Pápa                                               | Pápai római katolikus polgári iskola |
| 455.   | Vértesalja                                                                  | Felsőgalla                                         | Polgári iskola |
| 456.   | Zágoni Mikes Kelemen                                                        | Pápa                                               | Római Katolikus Legényegylet → Belvárosi Szent István római katolikus plébánia                                                                                   |
| 457.   | Prohászka Ottokár                                                           | Székesfehérvár                                     | Öreghegyi Magyarok Nagyasszonya római katolikus plébánia |
| 458.   | Báró Eötvös Józs.                                                           | Ercsi                                              | Községi polgári iskola |
| 459.   | Győri Vilmos                                                                | Győr                                               | Evangélikus Ifjúsági Egyesület → Evangélikus Egyházközség |
| 460.   | Karácsony Imre                                                              | Győr                                               | Római katolikus tanítóképző |
| 461.   | Eszterházy Miklós nádor                                                     | Devecser                                           | Polgári iskola |
| 462.   | Bisinger József                                                             | Győr                                               | Iparostanonc-iskola → Győrszigeti római katolikus plébánia |
| 463.   | Szerencse fel → (1948) Szent Borbála                                        | Tatabánya                                          | Római Katolikus Ifjúsági Egyesület |
| 464.   | Rozgonyi                                                                    | Győr                                               | Felsőkereskedelmi iskola |
| 465.   | Zeke Kálmán                                                                 | Balassagyarmat                                     | Balassagyarmati református egyházközség |
| 466.   | Magyar tenger                                                               | Siófok                                             | Iparostanonc Római Katolikus Egylet |
| 468.   | Paksy Balázs                                                                |                                                    | |
| 472.   | Skultéty László                                                             | Győr                                               | Győr-Újvárosi római katolikus plébánia (cserkészapródcsapat) |
| 478.   | Giesswein Sándor                                                            | Győr                                               | |
| 479.   | Szőgyi László                                                               | Győr                                               | Izraelita Hitközség |
| 480.   | Szent László                                                                | Igal–Aszófő                                        | |
| 481.   | Assisi Szent Ferenc                                                         | Ajka                                               | Jézus Szíve római katolikus plébánia |
| 482.   | Gróf Teleki Pál                                                             | Martonvásár                                        | Művelődési Központ |
| 483.   | Vértes                                                                      | Vértesacsa                                         | Vértesacsai római katolikus plébánia |
| 486.   | Bátorkeszi István                                                           | Veszprém                                           | Református Lelkészi Hivatal |
| 487.   | Teleki Pál                                                                  | Úrkút                                              | Úrkúti római katolikus plébánia |
| 488.   | Hagyó Kovács Gyula                                                          | Apátszállás                                        | Apátszállási római katolikus plébánia |
| 491.   | gróf Batthyány Lajos                                                        | Szenc                                              | Szenci Állami Gimnázium |
| 492.   | Vajda János                                                                 | Vál                                                | Váli római katolikus plébánia |
| 494.   | Kovács László Pál                                                           | Bicske                                             | Bicskei római katolikus plébánia |
| 497.   | Ottokár püspök                                                              | Érd                                                | |
| 499.   | Szent Róbert                                                                | Zirc                                               | |
| 503.   | Klebelsberg Kunó                                                            | Domaszék                                           | Domaszéki római katolikus plébánia |
| 505.   | Szent Kereszt                                                               | Szeged                                             | Móravárosi római katolikus plébánia |
| 506.   | Szvetnik Joachim                                                            | Mélykút                                            | római katolikus plébánia |
| 506.   | Kölcsey Ferenc                                                              | Szilágysomlyó                                      | Szilágysomlyói Magyar Királyi Állami Főgimnázium |
| 510.   | Tomori                                                                      | Bácsalmás                                          | Szent Kereszt római katolikus plébánia |
| 511.   | Szent Imre                                                                  | Szeged                                             | Állami Szent Imre polgári fiúiskola |
| 513.   | Bem József                                                                  | Budapest                                           | Bem József Lengyel Kulturális Egyesület |
| 517.   | Szent Imre                                                                  | Újkígyós                                           | Újkígyósi római katolikus plébánia |
| 519.   | Bálint Sándor                                                               | Szeged                                             | Szeged-Felsővárosi római katolikus plébánia |
| 521.   | Maximilian Kolba                                                            | Röszke                                             | Röszkei római katolikus plébánia |
| 522.   | Márton Áron                                                                 | Békéscsaba                                         | Kánon Alapítvány |
| 524.   | Prohászka Ottokár                                                           | Szeged                                             | Kiskundorozsmai római katolikus plébánia |
| 525.   | Szent István                                                                | Bordány                                            | Bordányi római katolikus plébánia |
| 527.   | Szent István                                                                |                                                    | |
| 528.   | Szent Sebestyén                                                             | Baja                                               | Bajai római katolikus plébánia |
| 534.   | Moldován Vilmos                                                             | Békéscsaba                                         | Hetednapi Adventista Egyház |
| 542.   | Szent László                                                                | Máramarossziget                                    | Máramarosszigeti kegyes-tanítórendi gimnázium |
| 542.   | Szent András                                                                | Békésszentandrás                                   | |
| 543.   | Csaba királyfi                                                              | Budapest XII.                                      | Szent Márton Alapítvány |
| 550.   | Baross Gábor → Márton Áron                                                  | Szeged                                             | Baross Szövetség → Püspöki Tanoncotthon → Belvárosi római katolikus plébánia                                                                                     |
| 551.   | Koháry                                                                      | Szeged                                             | |
| 552.   | Petneházy Dávid                                                             | Szeged                                             | Reáliskola → Vedres István Építőipari Szakközépiskola |
| 553.   | Szent Imre                                                                  | Csongrád                                           | Állami reálgimnázium → Csongrádi római katolikus plébánia |
| 554.   | Gyula                                                                       | Gyula                                              | Tanonciskola |
| 555.   | Csajághy Sándor                                                             | Szeged                                             | Szegedi római katolikus tanítóképző |
| 556.   | Szathmáry Pál → Szent Miklós                                                | Makó                                               | Ipartestület → Makói görögkatolikus parókia |
| 557.   | Botond                                                                      | Gyoma                                              | Állami polgári |
| 558.   | Bihar                                                                       | Sarkad                                             | Állami polgári |
| 559.   | Fadrusz János                                                               | Sarkad                                             | (1926) Sarkadi ipartestület |
| 560.   | IV. Károly király                                                           | Baja                                               | (1926) Bajai kereskedelmi és iparostanonciskola |
| 561.   | Péter András                                                                | Szeghalom                                          | (1926) Szeghalmi református egyházközség |
| 562.   | Szalézi Szent Ferenc                                                        | Szeged                                             | (1926) Szegedi Siketnéma Intézet |
| 562.   | Türr István                                                                 | Baja                                               | Belvárosi római katolikus plébánia |
| 563.   | Damjanich                                                                   | Elek                                               | (1926) Eleki állami polgári iskola |
| 564.   | Árpád                                                                       | Battonya                                           | (1926) Ébredő Magyarok Egyesülete battonyai csoportja |
| 565.   | Orlai Petrich Soma                                                          | Mezőberény                                         | Mezőberényi állami polgári iskola → Mezőberényi református egyházközség                                                                                          |
| 567.   | Mészáros Lázár                                                              | Baja                                               | Polgári iskola → Szent Antal római katolikus plébánia |
| 568.   | Körös                                                                       | Békéscsaba                                         | MOVE |
| 569.   | Hunor                                                                       | Füzesgyarmat                                       | Testnevelési Bizottság → Művelődési Ház |
| 570.   | Csermák Mihály                                                              | Baja                                               | M. kir. Állami felsőkereskedelmi |
| 571.   | Szent Alajos                                                                | Gyomaendrőd                                        | Endrődi római katolikus polgári iskola |
| 572.   | Fáy András                                                                  | Békéscsaba                                         | Községi felsőkereskedelmi iskola |
| 573.   | Velek vezér                                                                 | Szeghalom                                          | Református egyházközség |
| 574.   | Kiss Bálint                                                                 | Vésztő                                             | Református egyházközség |
| 575.   | Szent György                                                                | Csongrád                                           | M. kir. állami iparostanonciskola → Csongrádi római katolikus plébánia                                                                                           |
| 576.   | Gr. Károlyi Sándor                                                          | Szegvár                                            | Sport- és kultúregylet |
| 577.   | Mátyás király                                                               | Csongrád                                           | Állami polgári |
| 578.   | Kond                                                                        | Körösladány                                        | Református egyház |
| 578.   | gróf Zrínyi Miklós                                                          | Bajmok                                             | |
| 579.   | Tomori Pál érsek                                                            | Bácsalmás                                          | Bácsalmási római katolikus plébánia |
| 581.   | Hám János                                                                   | Mindszent                                          | állami polgári iskolaszék |
| 582.   | Attila                                                                      | Szentes                                            | Szentesi Szent Anna római katolikus plébánia |
| 585.   | báró Tallián Béla                                                           | Szőreg                                             | Szőregi állami elemi iskola |
| 586.   | Szent István vértanú                                                        | Kevermes                                           | Kevermesi római katolikus plébánia |
| 595.   | Betlen Gábor                                                                | Szentes                                            | Szentesi református egyházközség |
| 596.   | Szent István király                                                         | Makó                                               | Makó-belvárosi római katolikus plébánia |
| 597.   | gróf Tisza István                                                           | Tótkomlós                                          | |
| 598.   | báró Jósika Miklós                                                          | Szeged                                             | Szegedi izraelita hitközség |
| 600.   | Szent György                                                                | Regöly                                             | Polgármesteri Hivatal |
| 603.   | Csaplár Ignác                                                               | Pincehely                                          | Pincehelyi római katolikus plébánia |
| 604.   | Szent Mór                                                                   | Pécs                                               | Székesegyházi római katolikus plébánia |
| 607.   | Batthyány Ádám                                                              | Bóly                                               | Bólyi római katolikus plébánia |
| 608.   | Schola Caritatis                                                            |                                                    | |
| 610.   | Mindszenthy bíboros                                                         | Lad                                                | római katolikus plébánia |
| 611.   | Zsolnay                                                                     |                                                    | |
| 615.   | Ámosz → I. Béla király                                                      | Szekszárd                                          | Pécsi Izraelita Elemi → Szekszárdi római katolikus plébánia |
| 620.   | Gr. Bercsényi Miklós → Búvár Kund                                           | Gerendás → Mohács                                  | Gerendási római katolikus egyházközség → vízicserkészcsapat |
| 622.   | Gaál Gaszton                                                                | Balatonboglár                                      | Balatonboglári római katolikus plébánia |
| 623.   | Szent Kelemen pápa                                                          | Balatonlelle                                       | Balatonlellei római katolikus plébánia |
| 626.   | Tóth Tihamér                                                                | Berhida                                            | |
| 628.   | Botond                                                                      | Zenta                                              | Zentai Magyar Királyi Állami Gimnázium |
| 629.   | Szent Márton                                                                | Pannonhalma                                        | Pannonhalmi Szent Benedek-rendi Gimnázium (bencés gimnázium) |
| 630.   | Testvériség                                                                 | Debrecen                                           | Csapókerti református egyházközség |
| 631.   | Tisza István → (1946) Esze Tamás                                            | Debrecen                                           | Debreceni M. Kir. Középiskolai Tanárképzőintézet Gyakorló Gimnáziuma (1937)                                                                                      |
| 636.   | II. Rákóczi Ferenc                                                          | Nagykároly                                         | Nagykárolyi kegyes-tanítórendi gimnázium |
| 637.   | Attila                                                                      | Geresdlak                                          | Geresdlaki római katolikus plébánia |
| 642.   | Botond vezér                                                                | Pécs                                               | |
| 647.   | Tomori Pál                                                                  | Dunaharaszti                                       | |
| 648.   | Deák Ferenc                                                                 |                                                    | |
| 650.   | Belvárosi elemi iskola                                                      | Pécs                                               | Pécsi belvárosi elemi iskola |
| 651.   | báró Eötvös József                                                          | Csurgó                                             | Állami elemi tanítóképző |
| 652.   | I. Rákóczi György                                                           | Pécs                                               | Kertvárosi református egyházközség |
| 653.   | Somssich Pál → (1948) Zrínyi Miklós                                         | Kaposvár                                           | Állami Reálgimnázium → Somssich Pál Reálgimnázium |
| 654.   | Marcal → Prohászka                                                          | Marcali                                            | Állami polgári iskola |
| 655.   | Fráter György                                                               | Villány                                            | Helyi bizottság |
| 656.   | Toldi                                                                       | Barcs                                              | Állami polgári iskola |
| 657.   | gróf Tisza István                                                           | Kaposvár                                           | (1926) Kaposvári református egyházközség |
| 658.   | báró Eötvös József                                                          | Pécs                                               | (1926) Pécsi püspöki tanítóképző |
| 659.   | Emerikánum                                                                  | Pécs                                               | (1926) Pécsi Emerikánum helyi bizottsága |
| 660.   | Szent József                                                                | Pécs                                               | (1926) Pécsi katolikus legényegylet |
| 661.   | Gosztonyi Gyula                                                             | Pécs                                               | Baross Szövetség |
| 662.   | Kis sólyom                                                                  | Kaposvár                                           | Kaposvári Anna utcai elemi iskola |
| 663.   | Tomori Pál                                                                  | Mohács                                             | Polgári iskola |
| 664.   | Szent László                                                                | Pécs                                               | (1926) Ébredő Magyarok Egyesülete pécsi csoportja |
| 665.   | Turán                                                                       | Dombóvár                                           | Dombóvári római katolikus reálgimnázium |
| 666.   | Zsolnay                                                                     | Barcs                                              | Iparostanonc iskola |
| 667.   | Dombó Pál                                                                   | Dombóvár                                           | Katolikus legényegylet |
| 668.   | Gyóni Géza                                                                  | Pécs                                               | Evangélikus egyházközség |
| 670.   | Zengő                                                                       | Pécsvárad                                          | Római katolikus polgári iskola |
| 671.   | Kinizsi Pál                                                                 | Hőgyész                                            | Hőgyészi Magyar királyi polgári iskola |
| 671.   | gróf Apponyi Albert                                                         | Szurdokpüspöki                                     | Szurdokpüspöki római katolikus plébánia |
| 672.   | Bem                                                                         | Kaposvár                                           | Kaposvári izraelita hitközség |
| 673.   | Pius                                                                        | Pécs                                               | Jézus Szíve római katolikus plébánia |
| 676.   | Martinuzzi György                                                           | Csurgó                                             | |
| 685.   | Krammer János                                                               | Szekszárd                                          | Szekszárdi áll. községi polgári fiúiskola |
| 686.   | Wossinszky Mór                                                              | Tolna                                              | Tolnai római katolikus plébánia |
| 691.   | Miklós                                                                      | Nagymányok                                         | Bányatelep |
| 696.   | Wesley János                                                                | Dombóvár                                           | Magyarországi Metodista Egyház |
| 701.   | Árpádházi Szent Erzsébet                                                    | Győr                                               | Győrszabadhegyi római katolikus plébánia |
| 702.   | Kanizsai Orsolya                                                            | Győr                                               | Révfalusi római katolikus plébánia |
| 703.   | báró Apor Vilmos                                                            | Győr                                               | Öregcserkész Baráti Kör |
| 704.   | Pázmány Péter                                                               | Kassa                                              | |
| 708.   | Rómer Flóris                                                                | Győr                                               | Tulipános Általános Iskola |
| 713.   | Márton Áron                                                                 | Vértesszőlős                                       | Egyházközség |
| 719.   | Szent István király                                                         | Hejőcsaba                                          | |
| 722.   | Szent Imre → Öveges József                                                  | Tata                                               | Tata-tóvárosi kapucinus római katolikus plébánia |
| 724.   | Kossuth Lajos                                                               | Dunavarsány                                        | Dunavarsányi római katolikus és református egyházak |
| 727.   | Babits Mihály                                                               |                                                    | |
| 731.   | Gamma → Petzwal                                                             | Budapest XI.                                       | Budai Fotó és Filmklub |
| 731.   | Hungária                                                                    | Budapest                                           | |
| 736.   | Kinizsi Pál                                                                 | Muraszombat                                        | |
| 739.   | Árpád                                                                       | Debrecen                                           | Árpádtéri református egyházközség |
| 739.   | Árpád                                                                       | Debrecen                                           | öregcserkészcsapat |
| 741.   | II. István                                                                  | Nagyvárad                                          | Nagyváradi Pázmány Péter premontrei gimnázium (1943-tól) |
| 742.   | Árpádházi Szent Margit                                                      | Bágyogszovát                                       | |
| 750.   | Nagy Lajos Király                                                           | Miskolc                                            | Diósgyőri iparostanonc iskola → 17. sz. Általános Iskola |
| 751.   | IV. Béla                                                                    | Járdánháza                                         | (1926) Rimamurány-Salgótarján Vasmű Rt. Járdánháza Bányetelepi Bányaüzemek Helyi Bizottsága                                                                      |
| 752.   | Vak Bottyán                                                                 | Gyöngyös                                           | (1926) Római katolikus polgári iskola |
| 753.   | Bem apó                                                                     | Mezőkövesd                                         | (1926) Mezőkövesdi községi iparostanonc iskola |
| 754.   | I. Rákóczi Ferenc                                                           | Tokaj                                              | (1926) Tokaji magyar királyi állami polgári iskola |
| 755.   | Somsály                                                                     | Somsály                                            | (1926) Rimamurány-Salgótarján Vasmű Rt. Somsály Helyi Bizottsága                                                                                                 |
| 756.   | Klapka → Jó szerencsét                                                      | Farkaslyuk                                         | (1926) Rimamurány-Salgótarján Vasmű Rt. Farkaslyuki Bányatelepi Üzemek Helyi Bizottsága                                                                          |
| 757.   | Szemere Bertalan                                                            | Miskolc                                            | (1926) Borsod-miskolci Múzeum |
| 758.   | Miskolci Méliusz                                                            | Miskolc                                            | Kálvin Szövetség |
| 759.   | Botond                                                                      | Borsodnádasd                                       | Állami iskola |
| 760.   | Pyrker I. László                                                            | Eger                                               | Érseki római katolikus tanítóképző |
| 761.   | Telekesi István                                                             | Eger                                               | Egri érseki jogakadémia |
| 762.   | Szent Miklós                                                                | Sajóvárkony                                        | Sajóvárkonyi római katolikus iskolaszék |
| 763.   | Sztáray Mihály                                                              | Sárospatak                                         | Sárospataki református egyházközség |
| 763.   | Hunyadi János                                                               | Miskolc                                            | Szent Anna római katolikus plébánia |
| 764ö.  | Timotheus                                                                   | Sárospatak                                         | Református teológiai akadémia |
| 765.   | Bolyki Tamás                                                                | Eger                                               | |
| 768.   | Csepellényi György                                                          | Sátoraljaújhely                                    | Sátoraljaújhelyi római katolikus plébánia |
| 769.   | gróf Serényi Béla                                                           | Putnok                                             | |
| 772.   | I. Rákóczi György                                                           | Szikszó                                            | Szikszói római katolikus plébánia |
| 773.   | Szent Imre herceg                                                           | Heves                                              | Hevesi római katolikus plébánia |
| 774.   | Mindszenty Gedeon                                                           | Hejőcsaba                                          | Hejőcsabai római katolikus plébánia |
| 775.   | Hunyadi János                                                               | Miskolc                                            | Miskolcai Szent Anna római katolikus plébánia |
| 780.   | Szent Kristóf → Kristóf apród                                               | Eger                                               | |
| 781.   | Szilassy Aladár                                                             | Budapest III.                                      | |
| 784.   | Erő                                                                         | Miskolc                                            | Miskolci Honvéd SE |
| 785.   | Szent Ágoston → (1948) Kisboldogasszony                                     | Érd                                                | Érd-Érdligeti római katolikus plébánia |
| 787.   | Perényi Péter                                                               | Vámosújfalu                                        | Községi Önkormányzat Polgármesteri Hivatal |
| 789.   | Kapisztrán Szent János                                                      | Miskolc                                            | Ferences római katolikus plébánia |
| 790.   | Dávid király                                                                | Miskolc                                            | Izraelita Polgári Iskola |
| 795.   | Rajeczky Benjámin                                                           | Eger                                               | Hittudományi Főiskola → Érseki Papnevelő Intézet |
| 799.   | Ernye bán                                                                   | Miskolc                                            | Miskolc-diósgyőri római katolikus plébánia |
| 800.   | Solymár                                                                     | Solymár                                            | Solymári római katolikus plébánia |
| 801.   | Losonczy István → (2020) Csillagösvény                                      | Göd                                                | Felsőgödi római katolikus plébánia → (2020) Búzaszem Általános Iskola                                                                                            |
| 802.   | Szent Korona                                                                | Gödöllő                                            | Gödöllői római katolikus plébánia |
| 803.   | Nagyboldogasszony                                                           | Nagytétény                                         | Nagytétényi római katolikus plébánia |
| 806.   | Deák Ferenc                                                                 | Budapest                                           | Szent Imre Kertvárosi római katolikus plébánia |
| 807.   | Sárkány Sámuel                                                              | Pilis                                              | Evangélikus Egyház |
| 808.   | Szent Mihály főangyal                                                       | Budapest                                           | Budatétényi római katolikus plébánia |
| 809.   | Szent Imre Királyfi                                                         | Sashalom                                           | |
| 810.   | Bottyán János                                                               |                                                    | |
| 811.   | Szent József                                                                | Vác                                                | Váci Reménység Egyesület |
| 812.   | Csaba vezér                                                                 | Rákoscsaba                                         | református egyházközség |
| 813.   | Prohászka Ottokár                                                           | Csepel                                             | Jézus Szíve római katolikus plébánia |
| 815.   | IV. Béla király                                                             | Budapest                                           | Kelenvölgyi római katolikus plébánia |
| 818.   | Szent Szaniszló                                                             | Vecsés                                             | Vecsési római katolikus plébánia |
| 822.   | Dobó István                                                                 | Budapest XV.                                       | Rákospalota, Polgári Iskola |
| 823.   | Mátyás király                                                               | Visegrád                                           | római katolikus plébánia |
| 827.   | Szent László                                                                | Kismaros                                           | Kismarosi római katolikus plébánia |
| 829.   | Bolyai                                                                      | Tura                                               | Polgári Fiú és Leányiskola |
| 830.   | Szent Ferenc                                                                | Esztergom                                          | Temesvári Pelbárt Ferences Gimnázium |
| 831.   | Szent Kristóf                                                               | Budapest                                           | Csillaghegyi római katolikus plébánia |
| 831.   | Szegedi Kis István                                                          | Dömsöd                                             | református egyházközség |
| 832.   | Havas Boldogasszony (HBA)                                                   | Zebegény                                           | Zebegényi római katolikus plébánia |
| 836.   | gróf Teleki Pál                                                             | Gyömrő                                             | Gyömrői római katolikus plébánia |
| 837.   | Csataffy Ferenc                                                             | Hatvan                                             | 1. sz. Általános Iskola (cserkészapród csapat) |
| 838.   | Sasfiókák                                                                   | Boldog                                             | Boldogi római katolikus plébánia |
| 842.   | Benedek Elek                                                                | Monor                                              | Református Egyház Nagytemplomi Gyülekezet |
| 843.   | Sztáray Mihály                                                              | Vecsés                                             | Vecsési református egyházközség |
| 845.   | Páter Bárkányi János                                                        | Szécsény                                           | Szécsényi ferences római katolikus plébánia |
| 849.   | Szent Márton                                                                | Isaszeg                                            | |
| 850.   | Kunok                                                                       | Kunszentmárton                                     | Társulati polgári iskola |
| 851.   | Szécsi Dezső                                                                | Nagykőrös                                          | Iparos és kereskedelmi tanonciskola |
| 852.   | II. Rákóczi Ferenc                                                          | Szolnok                                            | Állami polgári iskola |
| 853.   | Katona József                                                               | Kecskemét                                          | Iparostanonc iskola |
| 854.   | Filippinum                                                                  | Kalocsa                                            | Római katolikus tanítóképző |
| 855.   | Bezerédy                                                                    | Nagykőrös                                          | Római katolikus egyház |
| 856.   | Millenium → Perczel Mór                                                     | Szolnok                                            | MÁV Műhely |
| 857.   | Csörsz                                                                      | Jászárokszállás                                    | Állami polgári iskola |
| 858.   | Jász                                                                        | Jászberény                                         | Katolikus legényegylet |
| 859.   | Koppány                                                                     | Tiszaföldvár                                       | Magyar királyi állami polgári iskola |
| 860.   | Adám Kálmán                                                                 | Vezseny                                            | Református egyházközség |
| 861.   | József nádor                                                                | Jászberény                                         | Jászberényi állami reálgimnázium |
| 862.   | Mizse nádor                                                                 | Lajosmizse                                         | MOVE |
| 867.   | Szent Imre                                                                  | Jászberény                                         | Római Katolikus Elemi Iskola |
| 868.   | Csörsz vezér                                                                | Jászfényszaru                                      | Jászfényszarui római katolikus plébánia |
| 871.   | Szent Imre                                                                  | Kiskunfélegyháza                                   | Szent István római katolikus plébánia |
| 875.   | Sárkányölő Szent György                                                     | Kiskunmajsa                                        | Kiskunmajsai római katolikus plébánia |
| 877.   | Zrínyi                                                                      | Jászkarajenő                                       | |
| 878.   | Gáspár András → Hatvani Pál                                                 | Kecskemét                                          | Petőfi Sándor Gyakorló Általános Iskola |
| 884.   | Hunyadi János                                                               | Soltvadkert                                        | Keresztény Egyházak |
| 885ö.  | Petúr                                                                       | Kecskemét                                          | véncserkészcsapat |
| 887.   | gróf Apponyi Albert                                                         | Jászberény                                         | véncserkészcsapat |
| 891.   | Zsolt vezér                                                                 | Dunapataj                                          | Dunapataji állami polgári iskola |
| 892.   | Gr. Patachich Gábor                                                         | Kalocsa                                            | Kalocsai érseki hittudományi főiskola |
| 894.   | Kaszap István                                                               | Apostag                                            | Apostagi római katolikus plébánia |
| 900.   | Szent Korona                                                                | Szentendre–Izbég                                   | Szent András római katolikus plébánia |
| 901.   | Hétvezér                                                                    | Budapest IV.                                       | Újpesti MOVE |
| 902.   | Tompa Mihály → Kucsera Ferenc                                               | Szentendre                                         | Református egyházközség és polgári iskola → Dunakanyar Cserkész Egyesület                                                                                        |
| 903.   | Szent József → Prohászka Ottokár                                            | Budapest XXII.                                     | Budafok-belvárosi római katolikus plébánia |
| 904.   | Szent Lőrinc                                                                | Pilismarót                                         | Pilismaróti római katolikus plébánia |
| 905.   | Turul                                                                       | Budapest XIV.                                      | Rákosfalvi római katolikus plébánia |
| 906.   | Hunyadi László                                                              | Nagykáta                                           | Városi Tanács |
| 907.   | Károli Gáspár                                                               | Budapest XVI.                                      | (1926) Rákosszentmihály–Sashalom református egyházközség |
| 908.   | Kossuth Lajos                                                               | Budapest XX.                                       | (1926) Pesterzsébeti Állami Reálgimnázium |
| 909.   | Attila → Hun nyilas                                                         | Budapest XIX.                                      | (1926) Kispesti MOVE |
| 909.   | Tinódi Lantos Sebestyén                                                     | Budakalász                                         | (1926) Budakalászi római katolikus plébánia, öregcserkészcsapat                                                                                                  |
| 910.   | Fáy                                                                         | Pécel                                              | (1926) Péceli helyi bizottság |
| 911.   | Szent Imre                                                                  | Budapest XV.                                       | (1926) Rákospalotai Vágner-féle Reálgimnázium → Állami Reálgimnázium                                                                                             |
| 912.   | Árpád                                                                       | Budapest XV.                                       | (1926) Pestújhelyi római katolikus polgári fiúiskola → Pestújhelyi római katolikus plébánia                                                                      |
| 913.   | Don Bosco                                                                   | Budapest XV.                                       | (1926) Rákospalotai szalézi Clarisseum Fiúnevelő Intézet |
| 914.   | Endre                                                                       | Szentendre                                         | (1926) Szentendrei római Katolikus Legényegylet → Szentendrei római katolikus plébánia                                                                           |
| 915.   | Simon Antal                                                                 | Vác                                                | (1926) Váci Siketnéma Intézet |
| 916.   | Géza → Árpád → Szent Imre                                                   | Abony                                              | (1926) Abonyi magyar királyi állami polgári iskola → Abonyi római katolikus plébánia                                                                             |
| 917.   | Podmaniczky → Csengery Antal                                                | Budapest XVII.                                     | (1926) Rákoskeresztúri Helyi Bizottság |
| 918.   | Batthyány Kázmér                                                            | Kistarcsa                                          | (1926) Kistarcsai Helyi bizottság (1936-ban feloszlott) |
| 919.   | Arany János                                                                 | Budapest XV.                                       | (1926) Rákospalotai Református Keresztény Ifjúsági Egyesület |
| 920.   | Szent Lőrinc                                                                | Budapest XVIII.                                    | (1926) Pestszentlőrinci római katolikus plébánia |
| 921.   | Dr. Venetianer Lajos                                                        | Budapest IV.                                       | Újpesti Izraelita Hitközség |
| 923.   | Pázmány Péter                                                               | Budapest XXIII.                                    | Soroksári római katolikus plébánia |
| 924.   | Szent Gellért                                                               | Monor                                              | Monori római katolikus plébánia |
| 925.   | Balassa Bálint                                                              | Salgóbánya                                         | Kér. nép- és iparostanonci.sk. |
| 926.   | Vasvári Pál                                                                 | Salgótarján                                        | Állami Reálgimnázium |
| 927.   | Szilágyi Dezső                                                              | Vác                                                | Hadiárva internátus |
| 928.   | Erő                                                                         | Ócsa                                               | Ócsai református egyházközség |
| 929.   | Szent Mihály                                                                | Budapest XVI.                                      | Rákosszentmihályi római katolikus plébánia |
| 930.   | Megyercsy Béla                                                              | Felsőgöd                                           | Váci református egyházközség felsőgödi fiókegyháza |
| 931.   | Pósa Lajos                                                                  | Monor                                              | Újtelepi Állami iskola |
| 932.   | Botond                                                                      | Budapest XXII.                                     | Budafok MOVE |
| 933.   | Újpest                                                                      | Budapest IV.                                       | (1926) Újpesti Helyi bizottság |
| 934.   | gróf Tisza István → (1948) Mády Lajos                                       | Budapest IV.                                       | Újpesti református egyházközség |
| 935.   | Szent László                                                                | Budapest XV.                                       | Rákospalotai római katolikus plébánia |
| 936.   | Thurzó János                                                                | Vác                                                | Kereskedőifjak egylete |
| 937.   | Verbőczy                                                                    | Sashalom                                           | Sashalmi római katolikus plébnia |
| 937.   | Szent Tarzicius                                                             | Pomáz                                              | Pomázi római katolikus plébánia |
| 938.   | Szemere                                                                     | Budapest XVIII.                                    | Soroksárpéteri római katolikus egyháztanács → Pestszentimrei római katolikus plébánia                                                                            |
| 939.   | Scitovszky János                                                            | Balassagyarmat                                     | Balassagyarmati M. kir. Állami Reálgimnázium |
| 940.   | Petőfi Sándor                                                               | Budapest XX.                                       | Pesterzsébeti evangélikus egyházközség |
| 941.   | Szent Pongrác                                                               | Albertirsa                                         | Albertirsai római katolikus plébánia |
| [?]    | Pax                                                                         | Budapest XXI.                                      | Pannonhalmi Szent Benedek-rend Jedlik Ányos Gimnáziuma, Csepel                                                                                                   |
| 942.   | Máriaremete                                                                 | Budapest                                           | Máriaremetei római katolikus plébánia |
| 943.   | Ráday Pál                                                                   | Gödöllő                                            | |
| 944.   | Szent Borbála                                                               | Pilisszentiván                                     | Polgármesteri Hivatal |
| 945.   | Patrona Hungariae                                                           | Pilisvörösvár                                      | Pilisvörösvári római katolikus plébánia |
| 950.   | Szent Gellért                                                               | Nagymaros                                          | |
| 951.   | Bocskay                                                                     | Hajdúböszörmény                                    | Református Főgimnázium |
| 952.   | Baross Gábor                                                                | Nyíregyháza                                        | Iparostanonciskola |
| 953.   | Szikszai György                                                             | Kisújszállás                                       | Keresztyén Ifjúsági Egyesület |
| 954.   | Török Bálint                                                                | Debrecen                                           | Ipartestület |
| 955.   | gróf Csákyné Wesselényi Anna                                                | Debrecen                                           | Svetits Katolikus Gimnázium |
| 956.   | Vásárhelyi Pál                                                              | Nyírbátor                                          | Iparostanonciskola |
| 957.   | Wesselényi Miklós                                                           | Törökszentmiklós                                   | Iparostanonciskola |
| 958.   | Hunyadi László → Pánthy Endre                                               | Törökszentmiklós                                   | Polgári iskola → Törökszentmiklósi római katolikus plébánia |
| 959.   | Magyar Nemzeti Szövetség (MNSz) Nyírség                                     | Nyíregyháza                                        | (1926) Magyar Nemzeti Szövetség Szabolcs vármegyei és nyíregyházi csoportja                                                                                      |
| 960.   | Bessenyei György                                                            | Derecske                                           | (1926) Állami polgári iskola |
| 961.   | Sztáray Mihály                                                              | Derecske                                           | Református egyházközség |
| 962.   | Szent Vince                                                                 | Debrecen                                           | (1926) Zita Hadiárvaházi Intézet |
| 963.   | Hatvani professzor                                                          | Debrecen                                           | (1926) Debreceni Magyar Királyi Tisza István Tudományegyetem |
| 964.   | Bercsényi                                                                   | Mátészalka                                         | (1926) Mátészalkai iparostanonciskola |
| 965.   | Vasvári Pál                                                                 | Debrecen                                           | Debreceni görögkatolikus parókia |
| 966.   | Nagy Sándor tábornok                                                        | Debrecen                                           | Hajdú vármegye vitézi széke |
| 967.   | Révész Bálint                                                               | Debrecen                                           | Kálvinisták templom egyesülete |
| 968.   | Kunsági                                                                     | Kunhegyes                                          | Községi polgári iskola |
| 969.   | gróf Csáky Imre bíboros                                                     | Debrecen                                           | Debreceni római katolikus főplébánia |
| 970.   | Budai Sándor                                                                | Tiszafüred                                         | Állami polgári iskola |
| 977.   | Szeretet-természetvédő                                                      | Debrecen                                           | Református egyházközség (Mester utca) |
| 981.   | Kovács István                                                               | Nyíregyháza                                        | Evangélikus elemi iskola |
| 982.   | Károli Gáspár                                                               | Kunhegyes                                          | Kunhegyesi református egyház |
| 989.   | Attila                                                                      | Tiszafüred–Örvény                                  | Honfoglalás Alapítvány |
| 990.   | Károlyi Gáspár                                                              | Tiszacsege                                         | református egyházközség |
| 992.   | Hajdú                                                                       | Hajdúhadház                                        | Állami Polgári → református egyházközség |
| 993.   | Gróf Teleki Pál                                                             | Kőtelek                                            | Kőteleki római katolikus plébánia |
| 994.   | Szent Imre                                                                  | Derecske                                           | |
| 995.   | Kemény Simon                                                                | Nádudvar                                           | Nádudvari állami elemi iskola |
| 997.   | Degenfeld József → Kecskeméthy Balázs                                       | Hajdúszoboszló                                     | Keresztény Ifjúsági Egyesület → református egyházközség |
| 1000.  | Szent Korona                                                                | Budapest II.                                       | Pesthidegkúti római katolikus plébánia |
| 1001.  | Szent Anna                                                                  | Csobánka                                           | Segítő Nővérek Kongregációja → Csobánkai Szent Anna plébánia |
| 1002.  | Néri Szent Fülöp                                                            | Telki                                              | Telki római katolikus plébánia |
| 1003.  | Regnum Marianum                                                             | Budapest                                           | Regnum Marianum római katolikus plébánia |
| 1004.  | Szent Anna                                                                  | Leányfalu                                          | római katolikus plébánia |
| 1005.  | Don Bosco Szent János                                                       | Budaörs                                            | Budaörsi római katolikus plébánia |
| 1006.  | Marianum                                                                    | Érd                                                | Marianum Német Nemzetiségi Nyelvoktató Általános Iskola és Gimnázium                                                                                             |
| 1007.  | I. Rákóczi György                                                           | Üröm                                               | |
| 1008.  | Orinoco                                                                     | Budapest XII.                                      | |
| 1014.  | Nepomucenius Szent János                                                    | Dunabogdány                                        | Dunabogdányi római katolikus plébánia |
| 1015.  | II. Rákóczi Ferenc                                                          | Tököl                                              | Tököli római katolikus plébánia |
| 1016.  | Somogyvári Gyula                                                            | Szigetszentmiklós                                  | Jézus Szíve római katolikus plébánia |
| 1018.  | Szent Ignác                                                                 | Diósjenő                                           | Diósjenői római katolikus plébánia |
| 1019.  | Csaba királyfi                                                              | Piliscsaba                                         | Piliscsaba város Önkormányzata |
| 1020.  | Pátyi Keresztyén Ifjúsági Csapat (PÁKICS)                                   | Páty                                               | PÁKICS Egyesület |
| 1021.  | Szenczi Molnár Albert                                                       | Budaörs                                            | református egyházközség |
| 1023.  | Jakus Gábor                                                                 | Szigethalom                                        | református egyházközség |
| 1024.  | Mindszenty József                                                           | Dorog                                              | Szent Borbála római katolikus plébánia → Szülői Munkaközösség |
| 1025.  | Vasvári Pál                                                                 | Halásztelek                                        | Halászteleki római katolikus plébánia |
| 1026.  | Szent László király                                                         | Százhalombatta                                     | Battai Cserkészekért Alapítvány |
| 1027.  | Batthyány Kázmér                                                            | Szigetszentmiklós                                  | Batthyány Kázmér Gimnázium és Közgazdasági Szakközépiskola |
| 1028.  | Néri Szent Fülöp                                                            | Érsekvadkert                                       | Érsekvadkerti római katolikus plébánia |
| 1029.  | Teleki Blanka                                                               | Gödöllő                                            | Máriabesnyő Kapucinus Rendház |
| 1031.  | Hunyadi János                                                               | Csömör                                             | Szebb Jövő Alapítvány |
| 1032.  | Kaszap István                                                               | Tura                                               | római katolikus plébánia |
| 1040.  | Arany János                                                                 | Ráckeve                                            | római katolikus plébánia |
| 1043.  | Fischer András                                                              | Szigetszentmiklós                                  | Baptista Gyülekezet |
| 1044.  | Róder Imre                                                                  | Vecsés                                             | AGO Kft. |
| 1047.  | Tabán                                                                       | Budapest I.                                        | |
| 1048.  | Greszl Ferenc                                                               | Nagykovácsi                                        | Nagykovácsi római katolikus plébánia |
| 1049.  | Márton Áron                                                                 | Budapest XI.                                       | Kelenföldi Szent Gellért-plébánia |
| 1074.  | Szent László                                                                | Mogyoród                                           | Mogyoródi római katolikus plébánia |
| 1092.  | Julianus barát                                                              | Mende                                              | Mendei Önkormányzat |
| 1100.  | Kanizsai Dorottya                                                           | Budapest                                           | Klauzál téri református egyházközség |
| 1101.  | Albert Schweitzer                                                           | Budapest XVIII.                                    | Pestszentlőrinci Szent László római katolikus plébánia |
| 1103.  | Romzsa Tódor                                                                | Budapest VII.                                      | Pesti görögkatolikus parókia (Rózsák tere) |
| 1104.  | Szentháromság → II. János Pál                                               | Biatorbágy                                         | Biatorbágyi római katolikus plébánia, |
| 1105.  | Erzsébet királyné                                                           | Gödöllő                                            | református egyházközség |
| 1106.  | Szent Bernát                                                                | Budapest                                           | Baross Gábor telepi Jézus Szíve római katolikus plébánia |
| 1108.  | Szent Tarzicius                                                             | Budapest                                           | Lágymányosi Szent Adalbert római katolikus plébánia |
| 1111.  | Szent István                                                                | Budakalász                                         | Szentistvántelepi Cserkész Alapítvány |
| 1117.  | Szent Imre                                                                  | Dunakeszi                                          | Dunakeszi-Alagi Szent Imre plébánia |
| 1118.  | Hunyadi János                                                               | Békés                                              | Általános Iskola |
| 1140.  | Patrona Hungariae                                                           | Budapest                                           | Szent István király római katolikus plébánia |
| 1170.  | Dr. Téry Ödön                                                               | Salgótarján                                        | Gerelyes E. Művelődési Ház |
| 1181.  | Ráday Gedeon                                                                | Pécel                                              | Református Lelkészi Hivatal |
| 1200.  | Lórántffy Zsuzsanna                                                         | Ózd                                                | református egyházközség |
| 1203.  | Mailáth püspök                                                              | Mátramindszent                                     | Szülői Munkaközösség |
| 1204.  | Greskovics Ignác                                                            | Ózd                                                | Hódoscsépányi római katolikus plébánia |
| 1205.  | Károlyi Mihály                                                              | Kál                                                | Károlyi Mihály Művelődési Ház |
| 1212.  | Szent Ilona                                                                 | Miskolc                                            | Belvárosi görögkatolikus parókia |
| 1213.  | Kelemen Diák                                                                | Miskolc                                            | Minorita Rendház, Nagyboldogasszony római katolikus plébánia |
| 1214.  | Szent Miklós                                                                | Edelény                                            | Edelényi görögkatolikus parókia |
| 1216.  | Nagy Bercsényi Miklós                                                       | Prügy                                              | Móricz Zsigmond Általános Iskola |
| 1218.  | Szent Rita                                                                  | Eger                                               | Fájdalmas Anya római katolikus plébánia |
| 1220.  | Szent Imre herceg                                                           | Szerencs                                           | Hódoscsépányi római katolikus plébánia |
| 1222.  | Tarródy István                                                              | Detk                                               | Polgármesteri Hivatal |
| 1223.  | Tisza                                                                       | Tiszaújváros                                       | Black Cat Videotéka (Cserkész Baráti Kör) |
| 1225.  | Szendrő                                                                     | Szendrő                                            | Szendrői római katolikus plébánia |
| 1230.  | Szent Ágnes                                                                 | Ózd                                                | Szent Kereszt római katolikus plébánia |
| 1300.  | Brenner János                                                               | Vép                                                | |
| 1370.  | Néri Szent Fülöp                                                            | Budapest                                           | Szülői Munkaközösség |
| 1401.  | Szent Ányos                                                                 | Tihany                                             | Tihanyi római katolikus plébánia |
| 1402.  | Szent Imre                                                                  | Alap                                               | Alapi római katolikus plébánia |
| 1404.  | Szent Márton                                                                | Csákberény                                         | Csákberényi római katolikus plébánia |
| 1407.  | Julianus barát                                                              | Badacsonytomaj                                     | Badacsonytomaji római katolikus plébánia |
| 1408.  | Szent Mihály                                                                | Csákvár                                            | |
| 1409.  | Szent Jobb                                                                  | Balatonalmádi                                      | Balatonalmádi római katolikus plébánia |
| 1410.  | Szent László                                                                | Révfülöp                                           | Általános Iskola |
| 1411.  | Miller Vilmos                                                               | Székesfehérvár                                     | |
| 1414.  | Gellért püspök                                                              | Adony                                              | Adonyi római katolikus plébánia |
| 1415.  | IV. Károly                                                                  | Veszprém                                           | Veszprémi Szent Mihály bazilika római katolikus plébánia |
| 1416.  | Alba Regia                                                                  | Székesfehérvár                                     | Szent Imre Ferences Világi Rend |
| 1417.  | Fekete István                                                               | Zamárdi                                            | Zamárdi római katolikus plébánia |
| 1418.  | Tinódi Lantos Sebestyén                                                     | Sárbogárd                                          | Sárbogárdi római katolikus plébánia |
| 1426.  | Csillagösvény                                                               | Nemesvámos–Pécsely                                 | Nemesvámosi római katolikus plébánia |
| 1456.  | Béri Balogh Ádám                                                            | Pápa                                               | Béri Balogh Ádám cserkészcsapat Alapítványa |
| 1486.  | István Fejedelem                                                            | Hajmáskér                                          | Az 1000 éves Sólyi Templomért Alapítvány |
| 1504.  | Szentgyörgyi Albert                                                         | Szeged                                             | Rókusi római katolikus plébánia |
| 1505.  | Szent Gellért                                                               | Zákányszék                                         | |
| 1507.  | Árpád-házi Szent Margit                                                     | Szeged                                             | Karolina Óvoda, Általános Iskola és Gimnázium |
| 1602.  | Hunyadi Mátyás                                                              | Csurgó                                             | Eötvös József Általános Iskola |
| 1604.  | II. Lajos                                                                   | Mohács                                             | Külvárosi római katolikus plébánia |
| 1606.  | Szent András                                                                | Szajk                                              | Szajki római katolikus plébánia |
| 1608.  | Néri Szent Fülöp                                                            | Pécsbányatelep                                     | Szent Flórián római katolikus plébánia |
| 1801.  | Szent Domonkos                                                              | Lakitelek                                          | Lakiteleki római katolikus plébánia |
| 1805.  | Széchenyi István                                                            | Bócsa                                              | Bócsai római katolikus plébánia |
| 1806.  | Szent Jakab                                                                 | Csépa                                              | Csépai római katolikus plébánia |
| 1808.  | Don Bosco                                                                   | Dusnok                                             | Dusnoki római katolikus plébánia |
| 1809.  | Tamás Alajos                                                                | Öregcsertő                                         | Öregcsertői római katolikus plébánia |
| 1812.  | Csaba vezér                                                                 | Budapest                                           | Rákoscsabai református egyházközség |
| 1848.  | (1948) Petőfi Sándor                                                        |                                                    | |
| 1903.  | Dávid                                                                       | Nyíregyháza                                        | Nyíregyháza–Városi Református Egyházközség |
| 1904.  | Bocskai István                                                              | Budapest XX.                                       | Pesterzsébeti református egyházközség |
| 1909.  | Prohászka Ottokár                                                           | Budakeszi                                          | Budakeszi római katolikus plébánia |
| 1910.  | Kemény Simon → Szent István                                                 | Budapest XVII.                                     | Pestszentlőrinc, I. Állami Polgári Fiúiskola |
| 1912.  | Zrínyi Miklós                                                               | Budapest XVII.                                     | Pestszentlőrinc, Állami Gimnázium |
| 1915.  | Asztrik apát                                                                | Budapest XI.                                       | Kelenvölgyi római katolikus plébánia |
| 1925.  | Megbékélés                                                                  | Berekfürdő                                         | Megbékélés Háza |
| 1914.  | Szemerédy László                                                            | Gödöllő                                            | Juhász Gyula Városi Könyvtár |
| 1918.  | Xántus János                                                                | Budapest IV.                                       | Magyar Ifjúsági Eszperantó Szövetség |
| 1926.  | Szent Erzsébet                                                              | Budapest XII.                                      | Városmajori Jézus Szíve római katolikus plébánia |
| 1929.  | Szent Ferenc                                                                | Nyíregyháza                                        | Nyíregyházi római katolikus plébánia |
| 1930.  | Toldy Gergely várkapitány                                                   | Nagykálló                                          | Református Lelkészi Hivatal |
| 1939.  | Árpádházi Szent Erzsébet                                                    | Ajak                                               | Ajaki görögkatolikus parókia |
| 1940.  | Mária Oltalma                                                               | Mátészalka                                         | Mátészalkai görögkatolikus parókia |
| 1941.  | Mikes Kelemen                                                               | Baktalórántháza                                    | református egyházközség |
| 1942.  | Michnay László                                                              | Hajdúhadház                                        | Hetednapi Adventista Egyház |
| 1944.  | Lauka Gusztáv                                                               | Vitka                                              | református egyházközség |
| 1945.  | Reményik Sándor                                                             | Jármi                                              | református egyházközség |
| 1946.  | Szent Imre                                                                  | Debrecen                                           | Domonkos római katolikus plébánia |
| 1948.  | Mátyás király                                                               | Kisvárda                                           | Református és Katolikus Egyház |
| 1957.  | Kölcsey Ferenc                                                              | Debrecen                                           | Kölcsey Ferenc Református Tanítóképző Főiskola Gyakorló Iskolája                                                                                                 |
| 1975.  | Rozgonyi Cicelle                                                            | Budapest                                           | Gödöllői Nemzetközi Cserkész Emléktábor Alapítvány |
| 1999.  | Szent Angéla                                                                | Budapest II.                                       | Szent Angéla Ferences Általános Iskola és Gimnázium |

## A Magyar Cserkészcsapatok Szövetsége csapatai
A Magyar Cserkészcsapatok Szövetsége 1989 és 1995 között létezett. Néhány hozzá csatlakozó csapat megtartotta azt a számát, amelyet korábban (1948 előtt) a Magyar Cserkészszövetségben viselt. A csapatok többsége azonban újonnan alakult és 101-től kezdődő számokat kapott.
| szám  | név (rövidítés)                                | település     | fenntartó                                           |
| ----- | ---------------------------------------------- | ------------- | --------------------------------------------------- |
| 1.    | Budapesti Keresztyén Ifjúsági Egyesület (BKIE) | Budapest      | Budapesti Keresztyén Ifjúsági Egyesület             |
| 41.   | Áprily Lajos                                   | Szentendre    |                                                     |
| 72.   | Szent Imre                                     | Etes          | Etesi római katolikus plébánia                      |
| 96.   | Hunyadi János                                  | Nagykáta      |                                                     |
| 97.   | Arany János                                    | Tahitótfalu   | Tahitótfalusi református egyházközség presbitériuma |
| 100.  | Központi                                       | Budapest      | Magyar Cserkészcsapatok Szövetsége                  |
| 101ö. | Gróf Teleki Pál                                | Budapest      | Magyar Cserkészcsapatok Szövetsége                  |
| 103.  | Szenci Molnár Albert                           | Budaörs       | Budaörsi református egyházközség                    |
| 104.  | Kinizsi Pál                                    | Nagyvázsony   | Szabadidősport és Természetjáró Baráti Kör          |
| 105.  | Kiss Áron                                      | Debrecen      | Főnix Gyermek és Ifjúsági Néptáncegyüttes           |
| 107.  | Batsányi János                                 | Tapolca       |                                                     |
| 108.  | Szent György                                   | Monostorapáti |                                                     |
| 109.  | Magyarság                                      | Dunakeszi     | Bárdos Lajos Általános Iskola                       |
| 110.  | Gárdonyi Géza                                  | Budapest      | Budai Foto- és Filmklub                             |
| 111.  | Szent László                                   | Tápióbicske   | Földvári Károly Általános Iskola                    |
| 112.  | Szent Flórián                                  | Nyirád        | Nyirádi római katolikus plébánia                    |
| 113.  | Sík Sándor                                     | Gyulakeszi    |                                                     |
| 115.  | Raoul Wallenberg                               |               |                                                     |
| 116.  | Hunnia                                         | Nagyatád      | Babay József Általános Iskola                       |
| 117.  | Bárdos Lajos                                   | Nagyatád      | Bárdos Lajos Általános Iskola                       |
| 118.  | Ráday Gedeon                                   | Pécel         |                                                     |
| 119.  | Tildy Zoltán                                   | Tárnok        | II. Rákóczi Ferenc Általános Iskola                 |
| 188.  | Eötvös József                                  | Dunakeszi     | gróf Széchenyi István Általános Iskola              |
| 191.  | Toldi Miklós                                   | Budapest      | Toldi Öregcserkészek Baráti Köre                    |
| 267.  | Mátyás király                                  | Kiskunlacháza | Kiskunlacházi Mátyás király Cserkészegyesület       |
| 302ö. | Kandó Kálmán                                   | Budapest      | Református egyház                                   |
| 313.  | Julianus barát                                 |               |                                                     |
| 318.  | Egymást Segítő Egyesület (ESE)                 | Pécel         | Egymást Segítő Egyesület                            |
| 323.  | Magyar Reménység                               | Budapest      |                                                     |
| 324.  | Kriza János                                    | Budapest      | Pestszentlőrinci Unitárius Egyházközség             |
| 325.  | Táncsics Mihály                                | Budapest      | Jókai Mór Általános Iskola                          |
| 412.  | Vörösmarty                                     | Budapest      | Budai Foto Klub                                     |
| 456.  | Zágoni Mikes Kelemen                           | Pápa          |                                                     |
| 475.  | II. Rákóczi Ferenc                             | Hajmáskér     | Hajmáskéri Önkormányzat                             |
| 480.  | Vidovszki Kálmán                               | Tatabánya     | Óvárosi Református Lelkészség                       |
| 913.  | Róbert Károly                                  | Budapest      | Csata u. Általános Iskola (XIII. ker.)              |
| 966.  | Győrffy István                                 | Debrecen      | Józsakerti Ifjúsági Ház                             |